# Liste des charbonnages belges

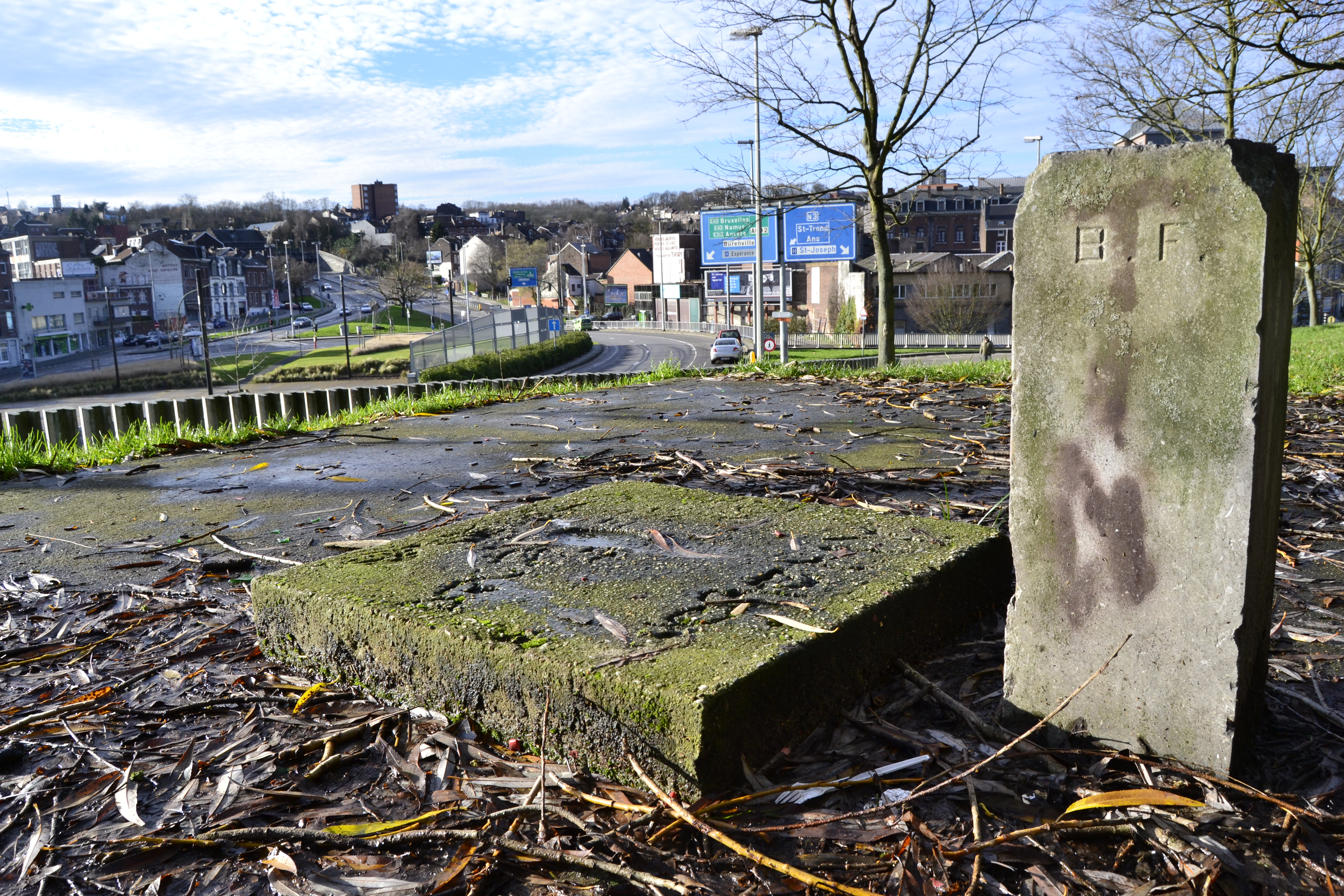
Vue de l'ancien puits Sainte-Marguerite du Charbonnage de Bonne Fin au centre de Liège. Le site surplombe l'actuel carrefour routier de Fontainebleau

Liste des charbonnages belges (incomplète). Plusieurs charbonnages ont appartenu à des sociétés différentes, soit par achat, soit par fusion, soit par changement de nom. Voilà pourquoi le numéro du puits peut varier de plus. Les dates du début de l'exploitation ne sont pas toujours claires, les fermetures des charbonnages sont souvent situées dans les années 1920 (hyperinflation en Allemagne et les années 1960 (crise charbonnière).

## La région deBernissart
| Nom du siège minier    | N° du puits | Lieu du siège | Commune    | Société(s) Anonyme(s) houillère(s)        | Fin d'activité | Localisation de la fosse    |
| ---------------------- | ----------- | ------------- | ---------- | ----------------------------------------- | -------------- | --------------------------- |
| Charbonnage d'Harchies | 1, 2        | Harchies      | Bernissart | S.A. des Charbonnages de Bernissart       | 1968           | 50° 28′ 30″ N, 3° 41′ 17″ E |
| Louis Lambert          |             | Hensies       | Hensies    | S.A. des Charbonnages d’Hensies-Pommerœul | 1966           | 50° 26′ 14″ N, 3° 40′ 43″ E |
| Négresse               | 1           | Bernissart    | Bernissart | S.A. des Charbonnages de Bernissart       | 1926           | 50° 28′ 42″ N, 3° 38′ 26″ E |
| Sartis                 |             | Hensies       | Hensies    | S.A. des Charbonnages d’Hensies-Pommerœul | 1976           | 50° 27′ 05″ N, 3° 40′ 53″ E |
| Ste-Barbe              | 3           | Bernissart    | Bernissart | S.A. des Charbonnages de Bernissart       | 1921           | 50° 28′ 52″ N, 3° 38′ 47″ E |
| Ste-Catherine          | 4           | Bernissart    | Bernissart | S.A. des Charbonnages de Bernissart       | 1913           | 50° 29′ 06″ N, 3° 38′ 54″ E |

## Le Borinage(région de Mons)
| Nom du siège minier                                              | N° du puits | Lieu du siège            | Commune        | Société(s) Anonyme(s) houillère(s) | Fin d'activité | Localisation de la fosse              |  |
| ---------------------------------------------------------------- | ----------- | ------------------------ | -------------- | --- | -------------- | ------------------------------------- |  |
| Agrappe                                                          | 2           | Frameries                | Frameries      | Charbonnages de l’Agrappe et Grisoeuil Compagnie de Charbonnages-Belges                                                                | 1922           | 50° 23′ 36″ N, 3° 46′ 03″ E           |  |
| Alliance                                                         | 4           | St-Joseph*               | Boussu         | Charbonnages Unis de l’Ouest de Mons                                                                                                   | 1961           | 50° 24′ 48″ N, 3° 47′ 58″ E           |  |
| Auflette                                                         | 4, 6        | Jemappes                 | Mons           | Charbonnages du Haut-Flénu, Charbonnages du Levant de Flénu                                                                            |                | 50° 26′ 25″ N, 3° 54′ 03″ E           |  |
| Belle-Vue 2                                                      | 2           | Dour                     | Dour           | Charbonnages (Unis) de l’Ouest de Mons                                                                                                 | 1877           | 50° 23′ 38″ N, 3° 46′ 16″ E           |  |
| Belle-Vue 7                                                      | 7           | Dour                     | Dour           | Charbonnages (Unis) de l’Ouest de Mons                                                                                                 | 1936           | 50° 23′ 54″ N, 3° 46′ 17″ E           |  |
| Belle-Vue 8                                                      | 8           | Élouges                  | Dour           | Charbonnages (Unis) de l’Ouest de Mons                                                                                                 | 1920           |                                       |  |
| Bonne-Espérance                                                  | 8           | Wasmes                   | Colfontaine    | Compagnie de Charbonnages-Belges | 1930           | 50° 24′ 52″ N, 3° 50′ 38″ E           |  |
| Cache-Après                                                      |             | Ciply                    | Mons           | Charbonnages du Levant de Flénu, Charbonnages du Levant-Produits à Cuesmes, Charbonnages du Borinage                                   |                |                                       |  |
| Charbonnage d’Hautrage                                           | 1           | Hautrage                 | Saint-Ghislain | Charbonnages du Hainaut, Charbonnages du Borinage                                                                                      | 1959           |                                       |  |
| Charbonnage de Baudour                                           |             | Baudour                  | Saint-Ghislain | Charbonnage de Baudour, Charbonnages du Hainaut, Charbonnages du Borinage                                                              | 1908           |                                       |  |
| Charbonnage de Ciply                                             |             | Ciply                    | Mons           | Charbonnage de Ciply, Charbonnage du Midi de Mons, Charbonnages de Hyon-Ciply, S.A. Métallurgique de Sambre et Moselle, John Cockerill | 1928           |                                       |  |
| Grand-Hornu                                                      | 7           | Hornu                    | Boussu         | Usines et Mines de Houille du Grand-Hornu                                                                                              | 1953           |                                       |  |
| Charbonnage de La Boule                                          |             | La Boule / Sainte Désiré | Quaregnon      | Charbonnage de La Boule, Charbonnages du Rieu du Cœur et de La Boule Réunis                                                            | 1924           |                                       |  |
| Charbonnages des Produits à Flénu                                | 1           | Quaregnon                | Quaregnon      | Produits (de Flénu), Charbonnages du Levant-Produits à Cuesmes                                                                         |                |                                       |  |
| Crachet                                                          |             | Frameries                | Frameries      | Charbonnages du Levant de Flénu, Couchant de Flénu                                                                                     |                |                                       |  |
| Crachet-Picquery                                                 | 11, 12      | Frameries                | Frameries      | Compagnie de Charbonnages-Belges | 1960           | 50° 24′ 59″ N, 3° 54′ 04″ E           |  |
| Crachet-Sainte-Placide                                           | 7           | Frameries                | Frameries      | Compagnie de Charbonnages-Belges | 1955           |                                       |  |
| Cour de l’Agrappe                                                |             | Frameries                | Frameries      | Compagnie de Charbonnages-Belges | 1922           |                                       |  |
| Epette                                                           | 2           | Quaregnon                | Quaregnon      | Charbonnages du Rieu du Cœur (et de La Boule Réunis)                                                                                   | 1960           |                                       |  |
| Espérance                                                        | 2           | Douvrain/Rivage          | Saint-Ghislain | Charbonnages du Hainaut, Charbonnages du Borinage                                                                                      | 1966           |                                       |  |
| Ferrand                                                          |             | Elouges                  | Dour           | Charbonnages Unis de l’Ouest de Mons                                                                                                   |                |                                       |  |
| Fief de Lambrechies                                              |             | Pâturages                | Colfontaine    | Charbonnage du Fief de Lambrechies, Charbonnages et Four à Coke du Sud de Quaregnon, Rieu du Cœur, Société Métallurgique de Gorcy      |                |                                       |  |
| Frédéric                                                         |             | Dour                     | Dour           | Grande Machine à Feu de Dour, Charbonnages Unis de l’Ouest de Mons                                                                     | 1932           |                                       |  |
| Grand Bouillon d’en Bas                                          | 2, 3        | Pâturages                | Colfontaine    | Usines et Mines de Houille du Grand-Hornu, Pâturages et Wasmes, Charbonnages du Borinage Central                                       | 1925           |                                       |  |
| Grand Bouillon d’en Haut                                         | 1           | Wasmes                   | Colfontaine    | Usines et Mines de Houille du Grand-Hornu, Pâturages et Wasmes, Charbonnages du Borinage Central                                       | 1921           |                                       |  |
| Grand Buisson                                                    | 19          | Wasmes                   | Colfontaine    | Mines de Houilles du Grand Buisson | 1930           |                                       |  |
| Grand Trait                                                      | 3           | Frameries                | Frameries      | Compagnie de Charbonnages-Belges | 1922           | 50° 24′ 30″ N, 3° 53′ 13″ E           |  |
| Grande Machine à Feu de Dour                                     | 1           | Dour                     | Dour           | Grande Machine à Feu de Dour, Charbonnages Unis de l’Ouest de Mons                                                                     | 1954           |                                       |  |
| Grande Veine                                                     | 4           | Elouges                  | Dour           | Houilles Grasses du Levant d’Élouges, Charbonnages Unis de l’Ouest de Mons                                                             | 1952           | 50.39984992723109, 3.7564833089020175 |  |
| Grisœul                                                          | 10          | Pâturages                | Colfontaine    | Charbonnages Réunis de l'Agrappe, Compagnie de Charbonnages-Belges                                                                     | 1960           |                                       |  |
| Héribus                                                          |             | Cuesmes                  | Mons           | Charbonnages du Levant de Flénu, Charbonnages du Levant-Produits à Cuesmes                                                             | 1968           | 50° 25′ 50″ N, 3° 56′ 20″ E           |  |
| Horiau                                                           |             | Jemappes                 | Mons           | Charbonnages du Haut-Flénu, Charbonnages du Levant de Flénu                                                                            |                |                                       |  |
| Levant de Flénu                                                  | 14/15/17    | Cuesmes                  | Mons           | Charbonnages du Levant de Flénu, Charbonnages du Levant-Produits à Cuesmes                                                             | 1960           | 50.43063,3.93895                      |  |
| Longterne-Ferrand                                                |             | Élouges                  | Dour           | Charbonnages Unis de l’Ouest de Mons                                                                                                   |                |                                       |  |
| Longterne-Trichère                                               | 3 & 4       | Dour                     | Dour           | Charbonnages (Unis) de l’Ouest de Mons                                                                                                 | 1918           |                                       |  |
| Marcasse (St-Antoine)                                            | 7           | Wasmes                   | Colfontaine    | Société Anonyme du Charbonnage d’Hornu et Wasmes, Compagnie de Charbonnages-Belges                                                     | 1958           | 50° 24′ 39″ N, 3° 49′ 41″ E           |  |
| Marie-Joseph                                                     | 1           | Quaregnon                | Quaregnon      | 24 Actions, Charbonnages du Rieu du Cœur (et de La Boule Réunis)                                                                       |                |                                       |  |
| Noirchain                                                        | 12          | Noirchain                | Frameries      | Compagnie de Charbonnages-Belges |                |                                       |  |
| Nord de Flénu                                                    |             | Ghlin                    | Mons           | Produits (de Flénu), Charbonnages du Levant-Produits à Cuesmes                                                                         | 1921           |                                       |  |
| Nord de Genly                                                    |             | Genly                    | Quévy          | Charbonnages du Nord de Genly | 1913           |                                       |  |
| Nord du Rieu du Cœur                                             |             | Quaregnon                | Quaregnon      | Charbonnages du Rieu du Cœur (et de La Boule Réunis), Produits (de Flénu) et des Charbonnages du Levant-Produits à Cuesmes             |                |                                       |  |
| Nouvelle Fosse                                                   | 27, 28      | Jemappes                 | Mons           | Produits (de Flénu), Charbonnages du Levant-Produits à Cuesmes                                                                         | 1959           |                                       |  |
| Ostenne                                                          | 25, 26      | Flénu                    | Mons           | Charbonnage du Levant de Flénu, Couchant de Flénu                                                                                      |                |                                       |  |
| Rieu du Cœur                                                     |             | Quaregnon                | Quaregnon      | Charbonnages du Rieu du Cœur (et de La Boule Réunis)                                                                                   | 1960           |                                       |  |
| Sac                                                              | 1           | Hornu                    | Boussu         | Compagnie de Charbonnages-Belges | 1956           |                                       |  |
| Sans Calotte                                                     |             | Quaregnon                | Quaregnon      | Charbonnages du Couchant de Flénu, Charbonnages du Rieu du Cœur                                                                        | 1932           |                                       |  |
| Sauwartan                                                        | 1           | Dour                     | Dour           | S.A. du Grand-Bouillon et des Chevalières du Bois de Saint-Ghislain                                                                    | 1938           | 50° 23′ 33″ N, 3° 48′ 58″ E           |  |
| Sentinelle                                                       | 5           | St-Joseph*               | Boussu         | Charbonnages Unis de l’Ouest de Mons                                                                                                   | 1961           |                                       |  |
| Sidia-Clayau                                                     |             | Cuesmes                  | Mons           | Charbonnages du Levant de Flénu, Charbonnages du Levant-Produits à Cuesmes                                                             |                |                                       |  |
| St-Antoine                                                       | 9           | St-Charles*              | Boussu         | Charbonnages Unis de l’Ouest de Mons                                                                                                   | 1961           | 50° 24′ 42″ N, 3° 46′ 36″ E           |  |
| Ste-Caroline                                                     | 5           | La Bouverie              | Frameries      | Compagnie de Charbonnages-Belges | 1925           |                                       |  |
| Ste-Catherine                                                    |             | Dour                     | Dour           | Chevalières de Dour, Grande Machine à Feu de Dour, Charbonnages Unis de l’Ouest de Mons                                                | 1961           | 50° 23′ 48″ N, 3° 47′ 34″ E           |  |
| Ste-Désirée                                                      | 4           | Quaregnon                | Quaregnon      | 24 Actions, Charbonnages du Rieu du Cœur (et La Boule Réunis)                                                                          | 1923           |                                       |  |
| Ste-Désirée                                                      | 9           | Hornu                    | Boussu         | Usines et Mines de Houille du Grand-Hornu                                                                                              | 1931           |                                       |  |
| St-Felix                                                         |             | Quaregnon                | Quaregnon      | Charbonnages du Rieu du Cœur (et de La Boule Réunis)                                                                                   |                |                                       |  |
| St-Florent                                                       |             | Quaregnon                |                | Charbonnages du Rieu du Cœur (et de La Boule Réunis)                                                                                   | 1921           |                                       |  |
| Ste-Henriette                                                    | 18          | Flénu                    | Mons           | Produits (de Flénu), Charbonnages du Levant-Produits à Cuesmes                                                                         | 1932           | 50.43456, 3.88938                     |  |
| St-Julien                                                        |             |                          |                | Couchant de Flénu, Charbonnages du Rieu du Cœur                                                                                        | 1958           |                                       |  |
| St-Léon                                                          |             |                          |                | Couchant de Flénu, Charbonnages du Rieu du Cœur                                                                                        |                |                                       |  |
| St-Louis                                                         | 12          | Flénu                    | Mons           | Produits (de Flénu), Charbonnages du Levant-Produits à Cuesmes                                                                         | 1932           |                                       |  |
| Ste-Louise                                                       | 7           | Grand-Hornu              | Boussu         | Usines et Mines de Houille du Grand-Hornu                                                                                              | 1953           |                                       |  |
| Ste-Mathilde                                                     |             | La Bouverie              | Frameries      | Compagnie de Charbonnages-Belges |                |                                       |  |
| St-Placide                                                       |             | Quaregnon                | Quaregnon      | Charbonnages du Rieu du Cœur (et de La Boule Réunis)                                                                                   | 1931           |                                       |  |
| Ste-Victoire                                                     |             | La Bouverie              | Frameries      | Usines et Mines de Houille du Grand-Hornu                                                                                              |                |                                       |  |
| Tapatout (Grande Veine du Bois d’Epinois puits no 6 du Tapatout) | 6           | Dour                     | Dour           | Charbonnages Ste Croix et Ste Claire de Boussu, Charbonnages (Unis) de l’Ouest de Mons                                                 | 1880           | 50° 23′ 34″ N, 3° 46′ 41″ E           |  |
| Tertre                                                           |             | Tertre                   | Saint-Ghislain | Charbonnages du Hainaut, Charbonnages du Borinage, Charbonnage de Tertre                                                               | 1971           |                                       |  |
| Toute Bonne                                                      |             | Quaregnon                | Quaregnon      | 24 Actions, Charbonnages du Rieu du Cœur (et de La Boule Réunis)                                                                       |                |                                       |  |
| Vanneaux                                                         | 4           | Hornu                    | Boussu         | Société Anonyme du Charbonnage d’Hornu et Wasmes                                                                                       | 1957           |                                       |  |
| Vedette                                                          |             | St-Charles*              | Boussu         | Charbonnages Unis de l’Ouest de Mons                                                                                                   | 1931           | 50° 25′ 00″ N, 3° 47′ 02″ E           |  |
| la Warocquière                                                   | 19          | Cuesmes                  | Mons           | Charbonnages du Levant de Flénu | 1924           |                                       |  |

- St-Joseph et St-Charles sont deux paroisses du hameau de Boussu-Bois sur la commune de Boussu.

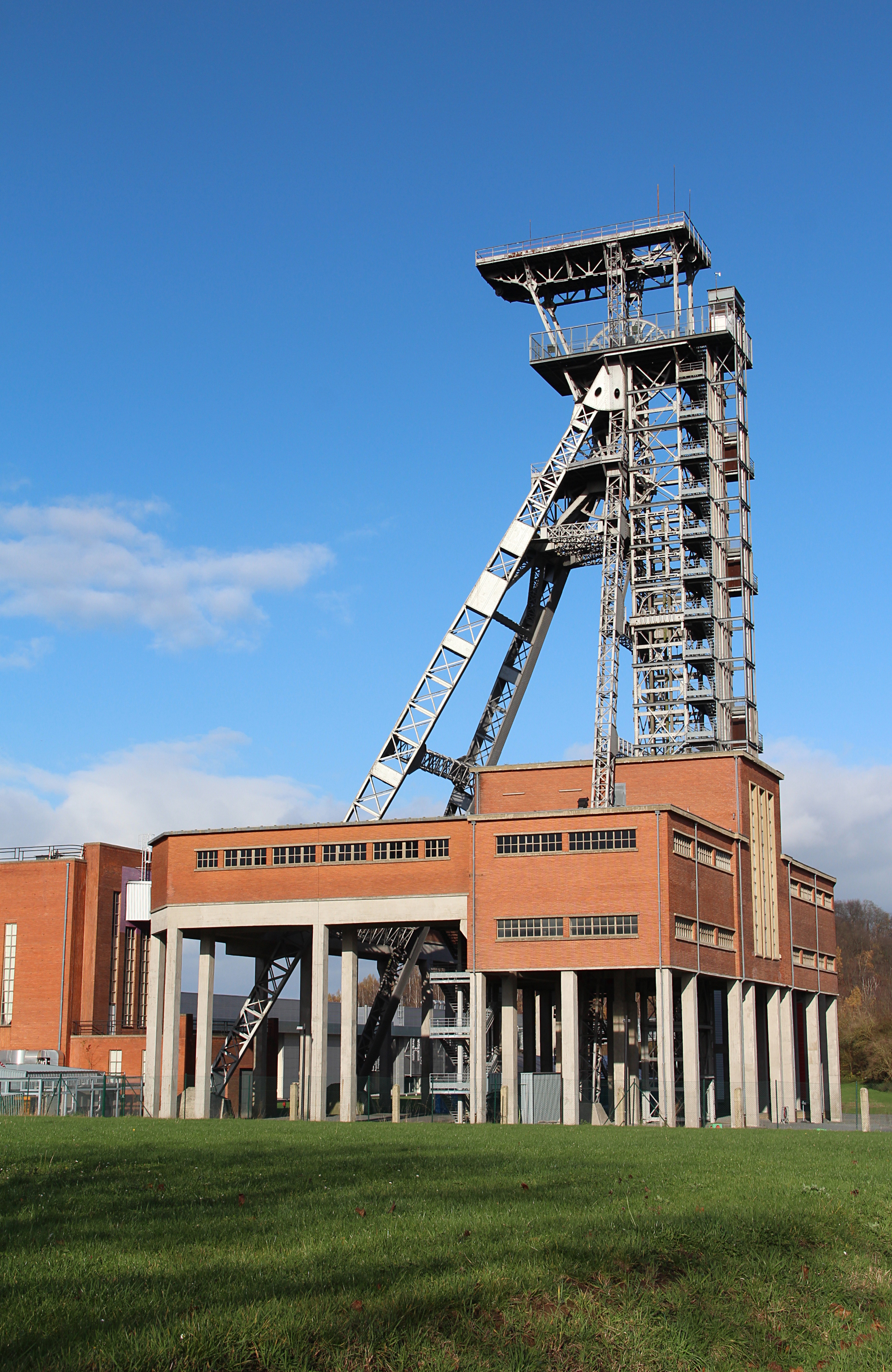
Charbonnage Crachet Picquery à Frameries
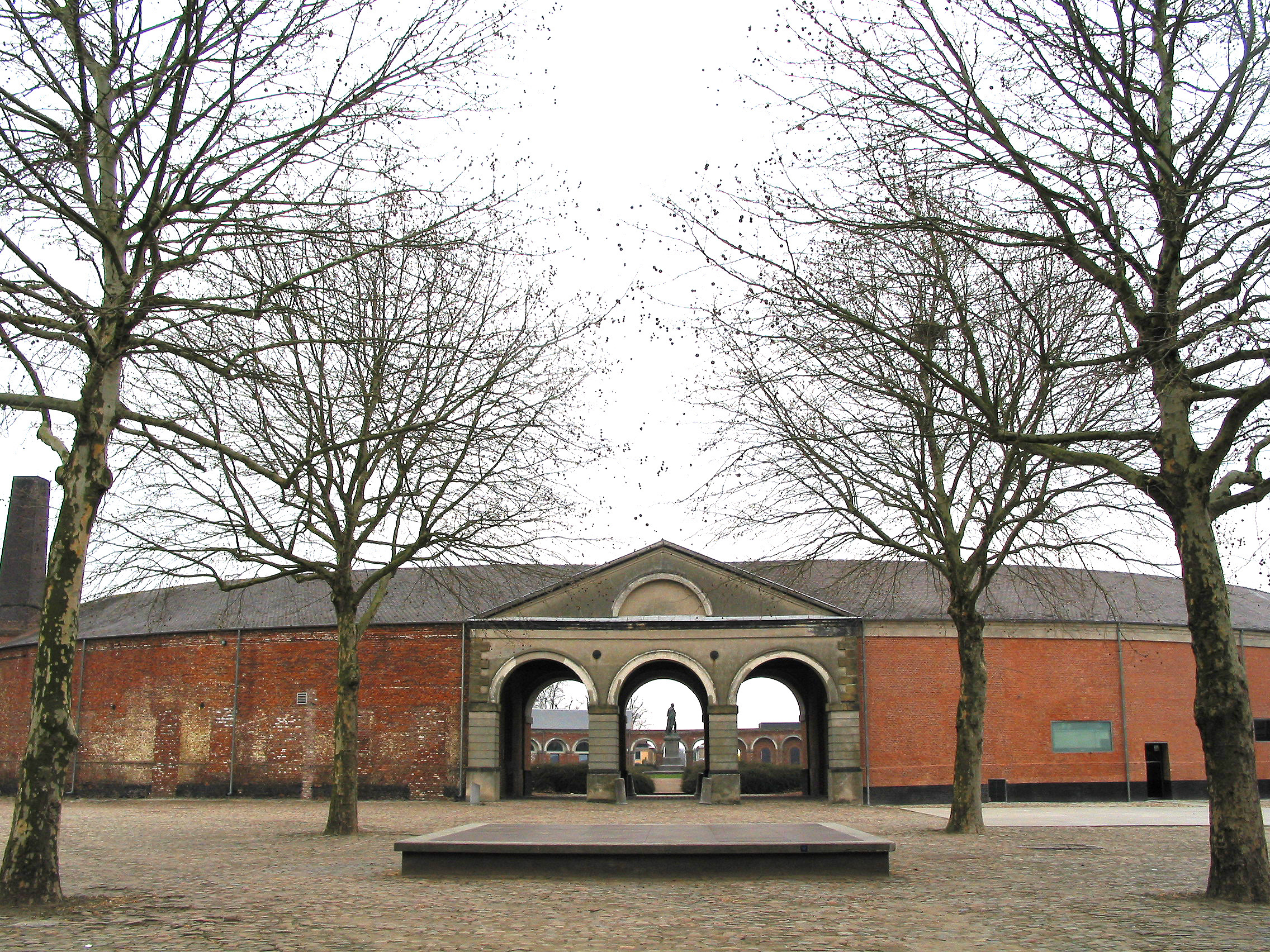
Complexe industriel "Grand-Hornu" à Hornu
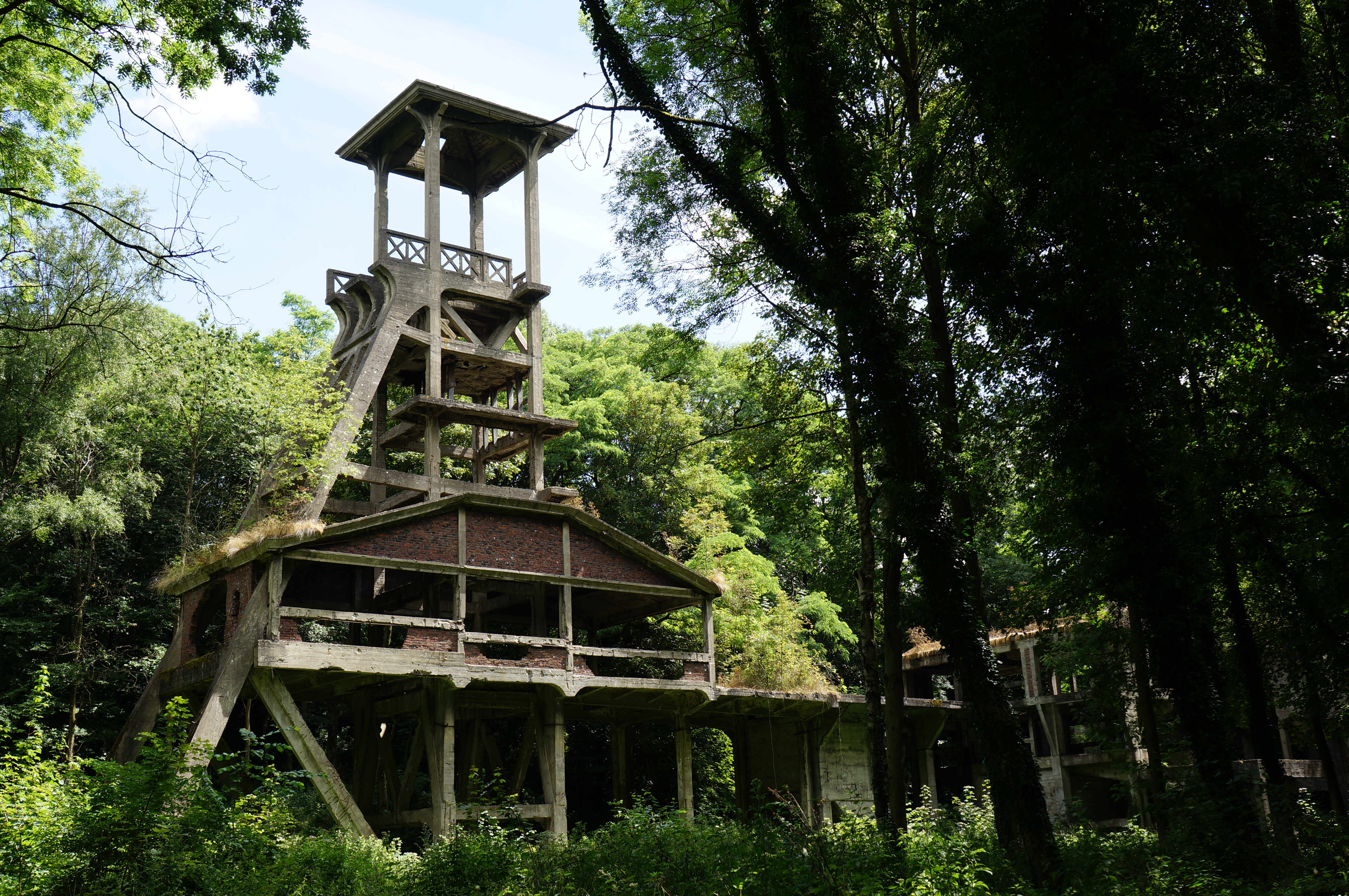
Charbonnage de Sauwartan
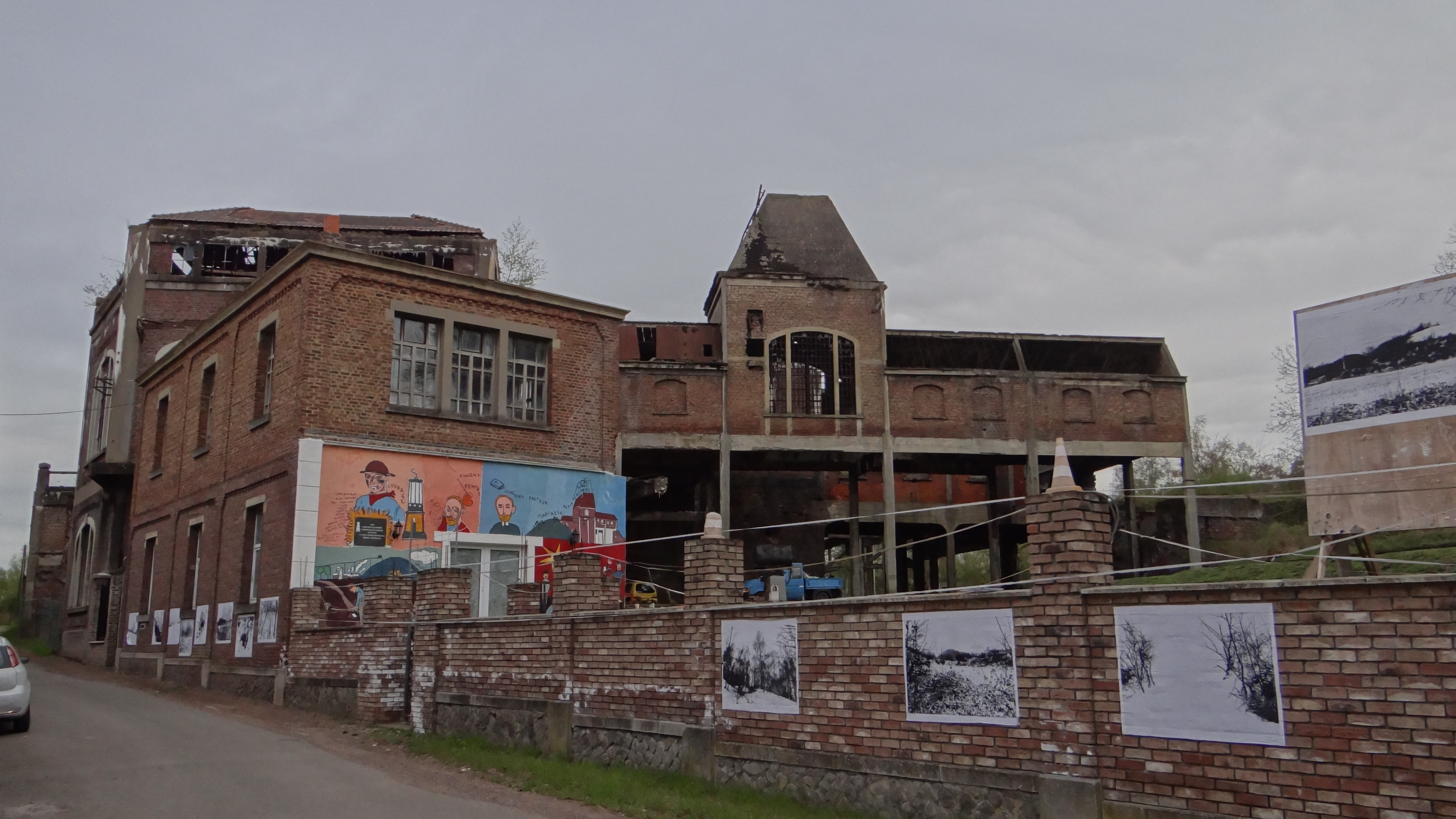
Charbonnage de Marcasse

## Le Centre(région de La Louvière)
| Nom du siège minier           | N° du puits | Lieu du siège               | Commune                 | Société(s) Anonyme(s) houillère(s) | Fin d'activité | Localisation de la fosse    |  |
| ----------------------------- | ----------- | --------------------------- | ----------------------- | --- | -------------- | --------------------------- |  |
| Charbonnage d'Estinnes-au-Val | 1           | Estinnes-au-Val             | Estinnes                | Levant de Mons, Société Nouvelle de Charbonnages de Levant de Mons                                                                               | 1935           |                             |  |
| Charbonnage de Bascoup        |             | Trazegnies                  | Courcelles              | Charbonnages de Mariemont-Bascoup |                |                             |  |
| Charbonnage de Bray           |             | Bray                        | Binche                  | Charbonnages de Maurage et Boussoit, Ougrée-Marihaye, Hauts-Fourneaux de la Chiers                                                               | 1949           |                             |  |
| Charbonnage de Houssu         | 8, 9        | Haine-Saint-Paul            | La Louvière             | La Hestre et Haine-St-Pierre ; Charbonnages de Haine-St-Pierre, La Hestre et Houssu, Charbonnages de Mariemont-Bascoup ; Charbonnages de Ressaix |                |                             |  |
| Charbonnage de Ressaix        |             | Ressaix                     | Binche                  | Charbonnages de Ressaix |                |                             |  |
| Charbonnage Saint-Denis       |             | Havré / Obourg              | Mons                    | Bois du Luc ; Charbonnages de Bois du Luc, la Barette, Trivières, St-Denis, Obourg et Havré                                                      |                |                             |  |
| Charbonnage de Trivières      |             | Trivières                   | La Louvière             | Bois du Luc ; Charbonnages de Bois du Luc, la Barette, Trivières, St-Dennis, Obourg et Havré                                                     |                |                             |  |
| Garenne                       |             | Maurage                     | La Louvière             | Charbonnages de Maurage (et Boussoit) |                |                             |  |
| Georges                       |             | Epinois                     | Binche                  | Charbonnages de Leval-Trahegnies, Charbonnages de Ressaix                                                                                        |                |                             |  |
| L'Avancée                     |             |                             | La Louvière             | Bois du Luc ; Charbonnages de Bois du Luc, la Barette, Trivières, St-Dennis, Obourg et Havré                                                     |                |                             |  |
| La Courte                     |             | Leval                       | Binche                  | Charbonnages de Leval-Trahegnies, Charbonnages de Ressaix                                                                                        | 1934           |                             |  |
| La Grispagne                  |             |                             | La Louvière             | Bois du Luc ; Charbonnages de Bois du Luc, la Barette, Trivières, St-Dennis, Obourg et Havré                                                     |                |                             |  |
| Le Bois                       |             |                             | La Louvière             | Bois du Luc ; Charbonnages de Bois du Luc, la Barette, Trivières, St-Dennis, Obourg et Havré                                                     | 1913           |                             |  |
| Charbonnage du Bouly          |             | Haine-Saint-Paul            | La Louvière             | La Hestre et Haine-St-Pierre |                | 50° 28′ 37″ N, 4° 12′ 55″ E |  |
| Le Moulin                     |             |                             | La Louvière             | Bois du Luc ; Charbonnages de Bois du Luc, la Barette, Trivières, St-Dennis, Obourg et Havré                                                     |                |                             |  |
| Le Quesnoy                    |             | Trivières                   | La Louvière             | Bois du Luc ; Charbonnages de Bois du Luc, la Barette, Trivières, St-Dennis, Obourg et Havré                                                     | 1973           | 50° 27′ 16″ N, 4° 08′ 19″ E |  |
| Léopold                       |             | Beaulieu                    | Mons                    | Charbonnages d'Obourg et Havré, Charbonnages de Bois du Luc, la Barette, Trivières, St-Dennis, Obourg et Havré                                   | 1961           | 50° 26′ 49″ N, 4° 03′ 28″ E |  |
| Marie                         | 1           | Cronfestu                   | Morlanwelz              | Charbonnage de Morlanwelz-Mont-Ste-Aldegonde, Charbonnages de Maugrétout, Charbonnages de Ressaix                                                |                |                             |  |
| Marie-José                    | 5,6         | Maurage                     | La Louvière             | Charbonnages de Maurage | 1961           |                             |  |
| Réunion                       |             | Morlanwelz                  | Morlanwelz              | Charbonnages de (Mariemont-)Bascoup | 1960           |                             |  |
| Richebé                       | 1           | Péronnes-lez-Binche         | Binche                  | Charbonnages de Péronnes, Charbonnages de Ressaix                                                                                                |                |                             |  |
| St-Albert                     | 5           | Péronnes-lez-Binche         | Binche                  | Charbonnages de Péronnes, Charbonnages de Ressaix                                                                                                | 1969           | 50° 25′ 48″ N, 4° 11′ 12″ E |  |
| St-Alexandre                  |             | Bracquegnies                | La Louvière             | |                |                             |  |
| St-Amand                      |             |                             |                         | Bois du Luc ; Charbonnages de Bois du Luc, la Barette, Trivières, St-Dennis, Obourg et Havré                                                     | 1914           |                             |  |
| St-Charles                    |             |                             |                         | Bois du Luc ; Charbonnages de Bois du Luc, la Barette, Trivières, St-Dennis, Obourg et Havré                                                     |                |                             |  |
| St-Emmanuel                   |             | Houdeng-Aimeries            | La Louvière             | Bois du Luc ; Charbonnages de Bois du Luc, la Barette, Trivières, St-Dennis, Obourg et Havré                                                     | 1959           |                             |  |
| St-Henri                      | 5           | Thieu (Strépy-Bracquegnies) | La Louvière             | | 1958           |                             |  |
| St-Jean                       |             |                             |                         | Charbonnages de Maurage (et Boussoit) |                |                             |  |
| St-Julien                     |             | Strépy-Bracquegnies         | La Louvière             | |                |                             |  |
| St-Patrice                    |             | Houdeng                     | La Louvière             | Bois du Luc ; Charbonnages de Bois du Luc, la Barette, Trivières, St-Dennis, Obourg et Havré                                                     |                |                             |  |
| St-Vaast                      | 3           | Péronnes-lez-Binche         | Binche                  | Charbonnages de Péronnes, Charbonnages de Ressaix                                                                                                |                |                             |  |
| Ste-Aldegonde                 |             |                             |                         | Charbonnages de Ressaix |                |                             |  |
| Ste-Barbe                     |             |                             |                         | Bois du Luc; Charbonnages de Bois du Luc, la Barette, Trivières, St-Dennis, Obourg et Havré                                                      |                |                             |  |
| Ste-Barbe                     | 4           | Péronnes-lez-Binche         | Binche                  | Charbonnages de Péronnes, Charbonnages de Ressaix                                                                                                |                |                             |  |
| Ste-Catherine                 |             | Chapelle-lez-Herlaimont     | Chapelle-lez-Herlaimont | Charbonnages de (Mariemont-)Bascoup |                |                             |  |
| Ste-Elisabeth                 |             |                             |                         | Charbonnages de Ressaix |                |                             |  |
| Ste-Henriette                 |             | Morlanwelz                  | Morlanwelz              | Charbonnages de Mariemont(-Bascoup) |                |                             |  |
| Ste-Marguerite                |             |                             |                         | Charbonnages de Ressaix |                |                             |  |
| Ste-Marie                     | 2           | Péronnes-lez-Binche         | Binche                  | Charbonnages de Péronnes, Charbonnages de Ressaix                                                                                                |                |                             |  |
| Ste-Marie                     |             | Bouvy                       | La Louvière             | Sars-Longchamps, Charbonnage de Bouvy, Charbonnages de La Louvière et Sars-Longchamps                                                            |                |                             |  |
| Ste-Victoire                  |             | Chapelle-lez-Herlaimont     | Chapelle-lez-Herlaimont | Charbonnages de (Mariemont-)Bascoup |                |                             |  |

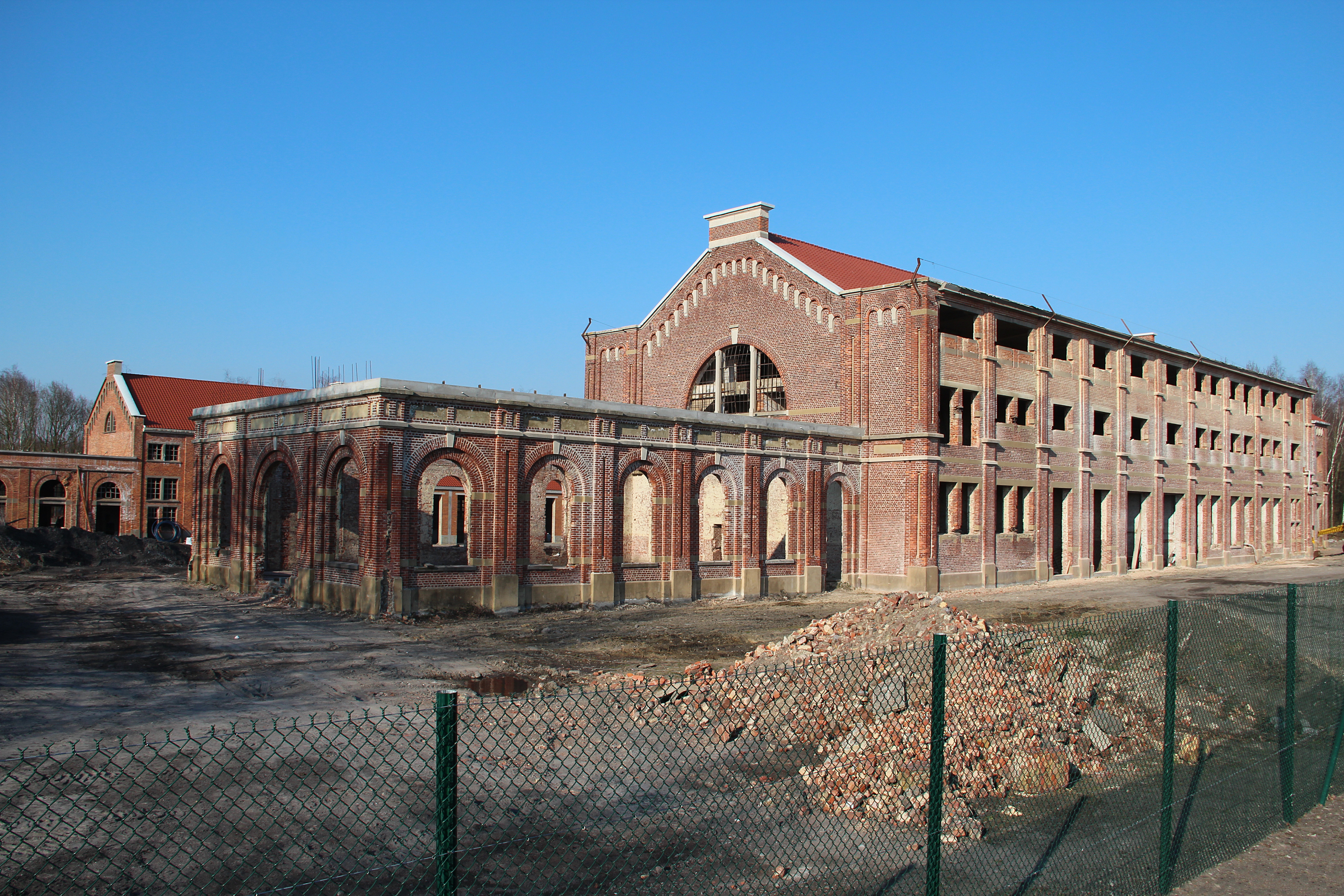
Charbonnage de Beaulieu (1926) à Havré
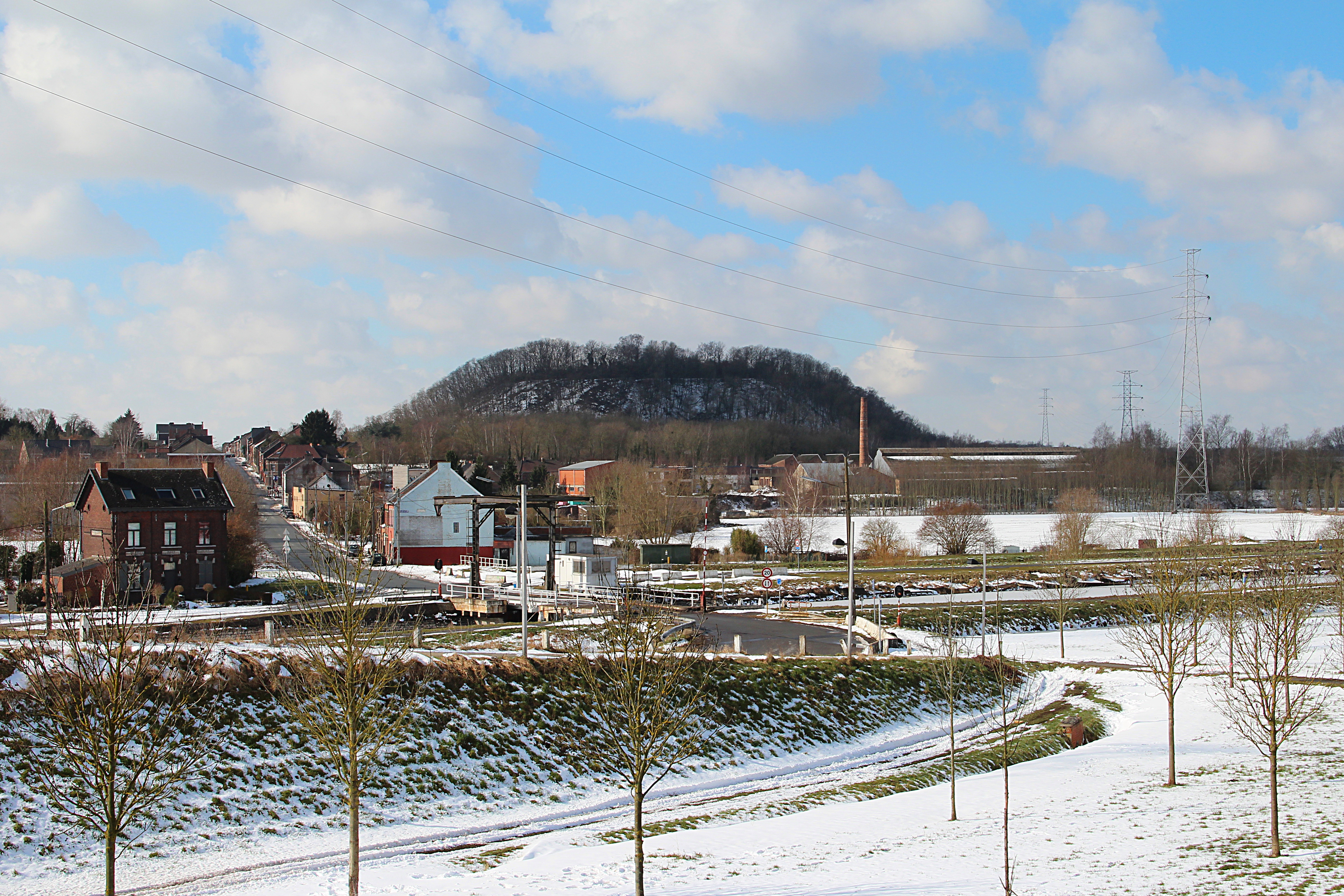
Terril no 1 à Havré
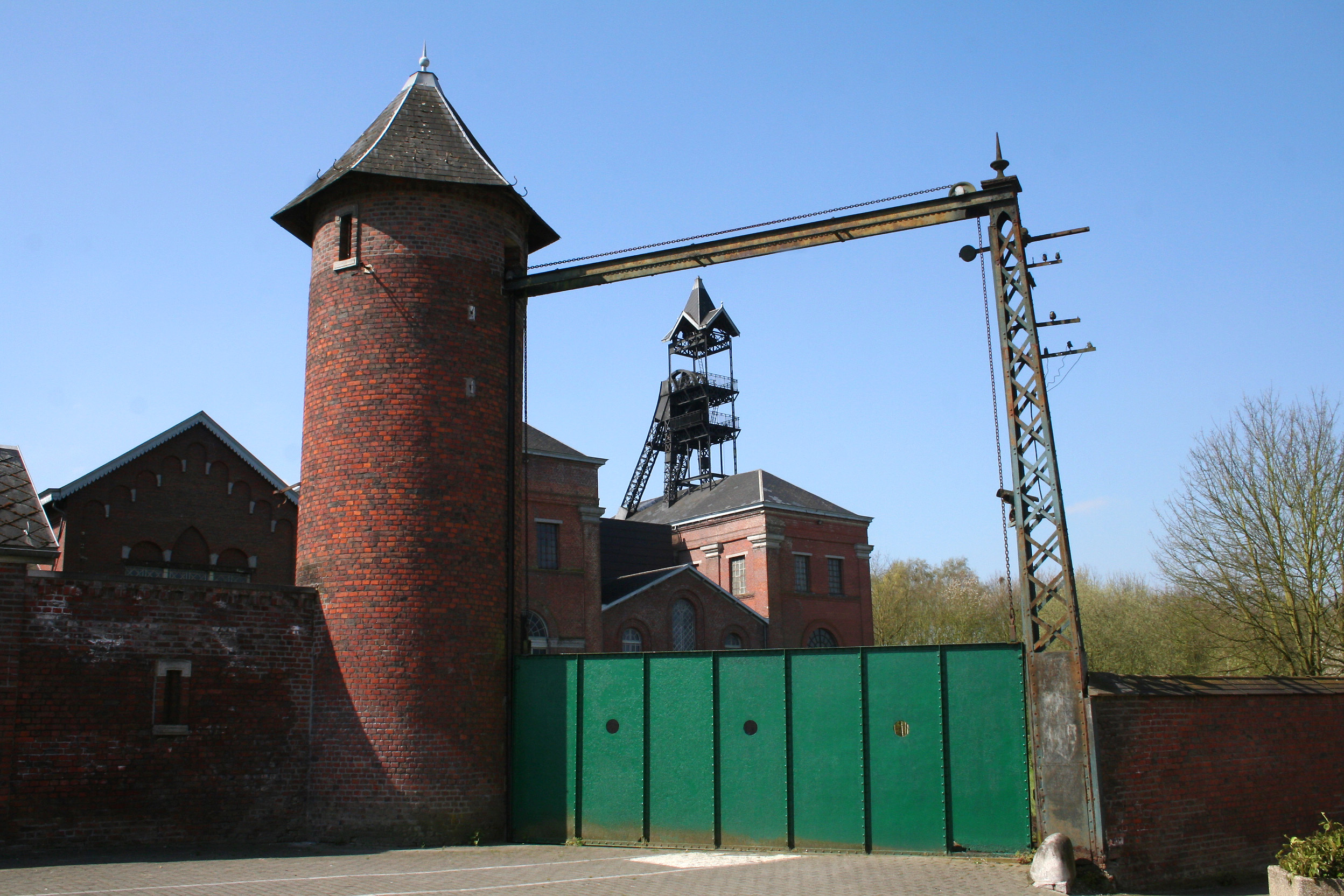
Charbonnage de Bois-du-Luc à Houdeng-Aimeries

## Le Pays Noir (région de Charleroi)
| Nom du siège minier           | N° du puits | Lieu du siège         | Commune                 | Société(s) Anonyme(s) houillère(s)                                                      | Fin d'activité | Localisation de la fosse    |
| ----------------------------- | ----------- | --------------------- | ----------------------- | --------------------------------------------------------------------------------------- | -------------- | --------------------------- |
|                               | 8           | Forchies-la-Marche    | Fontaine-l'Évêque       | Société Anonyme des Charbonnages de Monceau-Fontaine                                    | 1958           | 50° 26′ 01″ N, 4° 19′ 24″ E |
|                               | 10          | Forchies-la-Marche    | Fontaine-l'Évêque       | Société Anonyme des Charbonnages de Monceau-Fontaine                                    | 1966           | 50° 26′ 04″ N, 4° 18′ 40″ E |
| Charbonnage n°10 du Gouffre   | 10          | Châtelineau           | Châtelineau             | Charbonnages du Gouffre                                                                 | 1969           | 50° 25′ 32″ N, 4° 30′ 13″ E |
|                               | 14          | Goutroux              | Charleroi               | Société Anonyme des Charbonnages de Monceau-Fontaine                                    | 1972           | 50° 25′ 37″ N, 4° 21′ 06″ E |
| Les Aulniats                  |             | Farciennes            | Farciennes              | SA des Charbonnages Réunis de Roton-Farciennes et Oignies-Aiseau                        | 1969           | 50° 27′ 23″ N, 4° 29′ 54″ E |
| Aulniats (l'Aulniats)         | 3           | Anderlues             | Anderlues               | S.A. des Houillères d'Anderlues                                                         | 1969           | 50° 24′ 46″ N, 4° 16′ 05″ E |
| Anderlues (Siège Central)     | 2, 6        | Anderlues             | Anderlues               | S.A. des Houillères d'Anderlues                                                         | 1969           | 50° 25′ 11″ N, 4° 15′ 44″ E |
| Bas-Longs-Prés                | 19          | Marchienne-au-Pont    | Charleroi               | Société Anonyme des Charbonnages de Monceau-Fontaine                                    | 1979           |                             |
| Bierrau                       |             | Dampremy              | Charleroi               | S.A. des Charbonnages du Mambourg, Sacré Madame et Poirier Réunis                       | 1972           |                             |
| Blanchisserie                 |             | Dampremy              | Charleroi               | S.A. des Charbonnages du Mambourg, Sacré Madame et Poirier Réunies                      | 1961           |                             |
| Bois de la Vallée             | 17          | Piéton                | Chapelle-lez-Herlaimont | Société Anonyme des Charbonnages de Monceau-Fontaine                                    | 1980           |                             |
| Bois du Cazier                |             | Marcinelle            | Charleroi               | Charbonnages d'Amercœur                                                                 | 1967           | 50° 22′ 50″ N, 4° 26′ 34″ E |
| Bonne-Espérance               | no 1        | Lambusart             | Fleurus                 | Charbonnage de Bonne-Espérance                                                          | 1968           | 50,44191, 4,57482           |
| Boubier                       | 1           | Châtelet              | Châtelet                | Société Anonyme des Charbonnages du Boubier                                             | 1966           | 50° 24′ 06″ N, 4° 30′ 42″ E |
| Boubier                       | 2           | Châtelet              | Châtelet                | Société Anonyme des Charbonnages du Boubier                                             | 1966           | 50° 23′ 50″ N, 4° 29′ 52″ E |
| Carabinier                    |             | Châtelet              | Châtelet                | Charbonnages du Gouffre                                                                 |                |                             |
| Cerisier                      | 23          | Marcinelle            | Charleroi               | Société Anonyme des Charbonnages de Monceau-Fontaine                                    | 1966           |                             |
| Chaumonceau                   |             | Jumet                 | Charleroi               | Charbonnages d'Amercœur                                                                 | 1960           |                             |
| Charbonnage d'Appaumée        |             | Ransart               | Charleroi               | Société des Houillères Unies du Bassin de Charleroi                                     | 1959           | 50° 27′ 07″ N, 4° 29′ 24″ E |
| Charbonnage du Grand Mambourg | 1           | Charleroi             | Charleroi               | S.A. des Charbonnages du Mambourg, Sacré Madame et Poirier Réunis                       | 1970           |                             |
| Charbonnage du Grand Mambourg | 2           | Charleroi             | Charleroi               | S.A. des Charbonnages du Mambourg, Sacré Madame et Poirier Réunis                       |                |                             |
| Charbonnage du Mambourg       | 12          | Charleroi             | Charleroi               | S.A. des Charbonnages du Mambourg, Sacré Madame et Poirier Réunis                       |                |                             |
| de la Conception              | 9           | Mont-sur-Marchienne   | Mont-sur-Marchienne     | Charbonnages de la Réunion, Marcinelle-Nord                                             | 1902           |                             |
| Des Vallées                   |             | Gilly                 | Charleroi               | Charbonnage des Houillères Unies du Bassin de Charleroi                                 | 1950           |                             |
| Désirée                       |             |                       |                         | S.A. des Charbonnages du Mambourg, Sacré Madame et Poirier Réunis                       |                |                             |
| Fiestaux                      | 24          | Couillet              | Charleroi               | Société Anonyme des Charbonnages de Monceau-Fontaine                                    | 1958           | 50° 23′ 18″ N, 4° 28′ 35″ E |
| Forte Taille                  |             | Montigny-le-Tilleul   | Montigny-le-Tilleul     |                                                                                         | 1935           | 50° 23′ 14″ N, 4° 22′ 44″ E |
| Gérard                        |             |                       |                         | S.A. des Charbonnages du Mambourg, Sacré Madame et Poirier Réunis                       |                |                             |
| Grand Moscou                  |             |                       |                         | S.A. des Charbonnages du Mambourg, Sacré Madame et Poirier Réunis                       |                |                             |
| les Hamandes                  |             | Jumet                 | Charleroi               | S.A. des Charbonnages du Mambourg, Sacré Madame et Poirier Réunis                       | 1960           | 50° 26′ 25″ N, 4° 27′ 53″ E |
| Hougaerde                     | 3           | Leernes               | Fontaine-l'Évêque       | SA des Charbonnages de Fontaine l'Evêque                                                | 1964           |                             |
| Marquis                       |             | Vieux- Campinaire     | Fleurus                 | Charbonnage du Bois Communal/Charbonnages Elisabeth                                     | 1963           | 50° 27′ 27″ N, 4° 31′ 49″ E |
| Martinet                      | 4           | Roux                  | Charleroi               | Société Anonyme des Charbonnages de Monceau-Fontaine                                    | 1967           | 50° 25′ 48″ N, 4° 23′ 13″ E |
| Noël-Sart-Culpart             |             | Gilly                 | Charleroi               |                                                                                         | &              |                             |
| Nord de Gilly                 |             | Fleurus               | Fleurus                 | S.A. des charbonnages du Nord de Gilly                                                  | 1968           | 50° 26′ 34″ N, 4° 30′ 29″ E |
| Ormont                        |             | Bouffioulx            | Châtelet                |                                                                                         | 1959           |                             |
| Panama                        |             | Roselies              | Aiseau-Presles          | SA du Charbonnage d'Aiseau-Presles                                                      | 1959           |                             |
| Parent                        | 18          | Marchienne-au-Pont    | Charleroi               | Société Anonyme des Charbonnages de Monceau-Fontaine                                    | 1978           |                             |
| Pêchon                        | 25          | Couillet              | Charleroi               | Marcinelle-Nord, Monceau-Fontaine                                                       | 1975           | 50° 23′ 48″ N, 4° 27′ 40″ E |
| Petit Martinet                | 3           | Monceau-sur-Sambre    | Charleroi               | Société Anonyme des Charbonnages de Monceau-Fontaine                                    | 1979           | 50° 26′ 34″ N, 4° 30′ 29″ E |
| Périer                        | 6           | Souvret               | Courcelles              | Société Anonyme des Charbonnages de Monceau-Fontaine                                    | 1967           |                             |
| Pétria                        | 1           | Fontaine-l'Évêque     | Fontaine-l'Évêque       | SA des Charbonnages de Fontaine l'Evêque                                                | 1926           |                             |
| Petit Moscou                  |             |                       |                         | S.A. des Charbonnages du Mambourg, Sacré Madame et Poirier Réunis                       |                |                             |
| Piges                         |             |                       |                         | S.A. des Charbonnages du Mambourg, Sacré Madame et Poirier Réunis                       |                |                             |
| Roton Sainte Catherine        |             | Farciennes            | Farciennes              | SA des Charbonnages Réunis de Roton-Farciennes et Oignies-Aiseau                        | 1984           | 50° 26′ 04″ N, 4° 32′ 18″ E |
| St-André                      |             | Montignies-sur-Sambre | Charleroi               | S.A. des Charbonnages du Mambourg, Sacré Madame et Poirier Réunis                       | 1958           |                             |
| Saint-Auguste                 |             | Vieux-Campinaire      | Fleurus                 | Charbonnage Bois Communal/Charbonnages Elisabeth                                        |                | 50° 27′ 30″ N, 4° 31′ 15″ E |
| St-Bernard                    |             | Gilly                 | Charleroi               | Houillères Unies du Bassin de Charleroi                                                 |                |                             |
| St-Charles                    |             | Montignies-sur-Sambre | Charleroi               | S.A. des Charbonnages du Mambourg, Sacré Madame et Poirier Réunis                       | 1958           |                             |
| St-Eloi                       | 1           | Carnières             | Morlanwelz              | Charbonnages de Carnières-Sud (et Viernoy), Charbonnages de Mariemont, Monceau-Fontaine |                |                             |
| Saint-Henri                   | 5           | Oignies               | Aiseau-Presles          | SA des Charbonnages Réunis de Roton-Farciennes et Oignies-Aiseau                        | 1955           | 50° 25′ 24″ N, 4° 36′ 12″ E |
| Saint-Henri                   |             | Gosselies             | Gosselies               | SA des Charbonnages des Grand Conty et Spinois                                          | 1934           | 50° 28′ 02″ N, 4° 25′ 35″ E |
| Saint-Jacques                 |             | Farciennes            | Farciennes              | SA du Charbonnage d'Aiseau-Presles                                                      | 1977           | 50° 26′ 04″ N, 4° 33′ 44″ E |
| Saint-Louis                   |             | Jumet                 | Charleroi               | Charbonnages du Centre de Jumet                                                         | 1967           | 50° 26′ 49″ N, 4° 25′ 13″ E |
| Saint-Quentin                 |             | Jumet                 | Charleroi               | Charbonnages du Centre de Jumet                                                         | 1967           | 50° 26′ 42″ N, 4° 24′ 12″ E |
| St-Théodore                   |             | Dampremy              | Charleroi               | S.A. des Charbonnages du Mambourg, Sacré Madame et Poirier Réunis                       | 1972           |                             |
| St-Xavier                     |             | Châtelet              | Châtelet                | Charbonnages d'Ormont                                                                   | &              |                             |
| Sainte-Barbe                  |             | Baulet                | Fleurus                 | S.A. des Charbonnages Elisabeth                                                         | 1959           | 50° 27′ 24″ N, 4° 34′ 43″ E |
| Ste-Elise                     |             |                       |                         | S.A. des Charbonnages du Mambourg, Sacré Madame et Poirier Réunis                       |                |                             |
| Sainte-Henriette              |             | Fleurus               | Fleurus                 | Charbonnage Bois Communal/Charbonnages Elisabeth                                        | 1966           | 50° 26′ 58″ N, 4° 31′ 09″ E |
| Sainte Marie (Petit-Try)      |             | Lambusart             | Fleurus                 | SA des Charbonnages de Petit-Try                                                        | 1974           | 50° 27′ 09″ N, 4° 33′ 33″ E |
| Sainte Pauline                |             |                       | Farciennes              |                                                                                         | 1959           | 50° 25′ 21″ N, 4° 32′ 43″ E |
| Sébastopol                    |             |                       | Châtelineau             |                                                                                         |                | 50° 24′ 43″ N, 4° 29′ 51″ E |
| Veine Sacré                   |             | Dampremy              | Charleroi               | S.A. des Charbonnages du Mambourg, Sacré Madame et Poirier Réunis                       |                |                             |

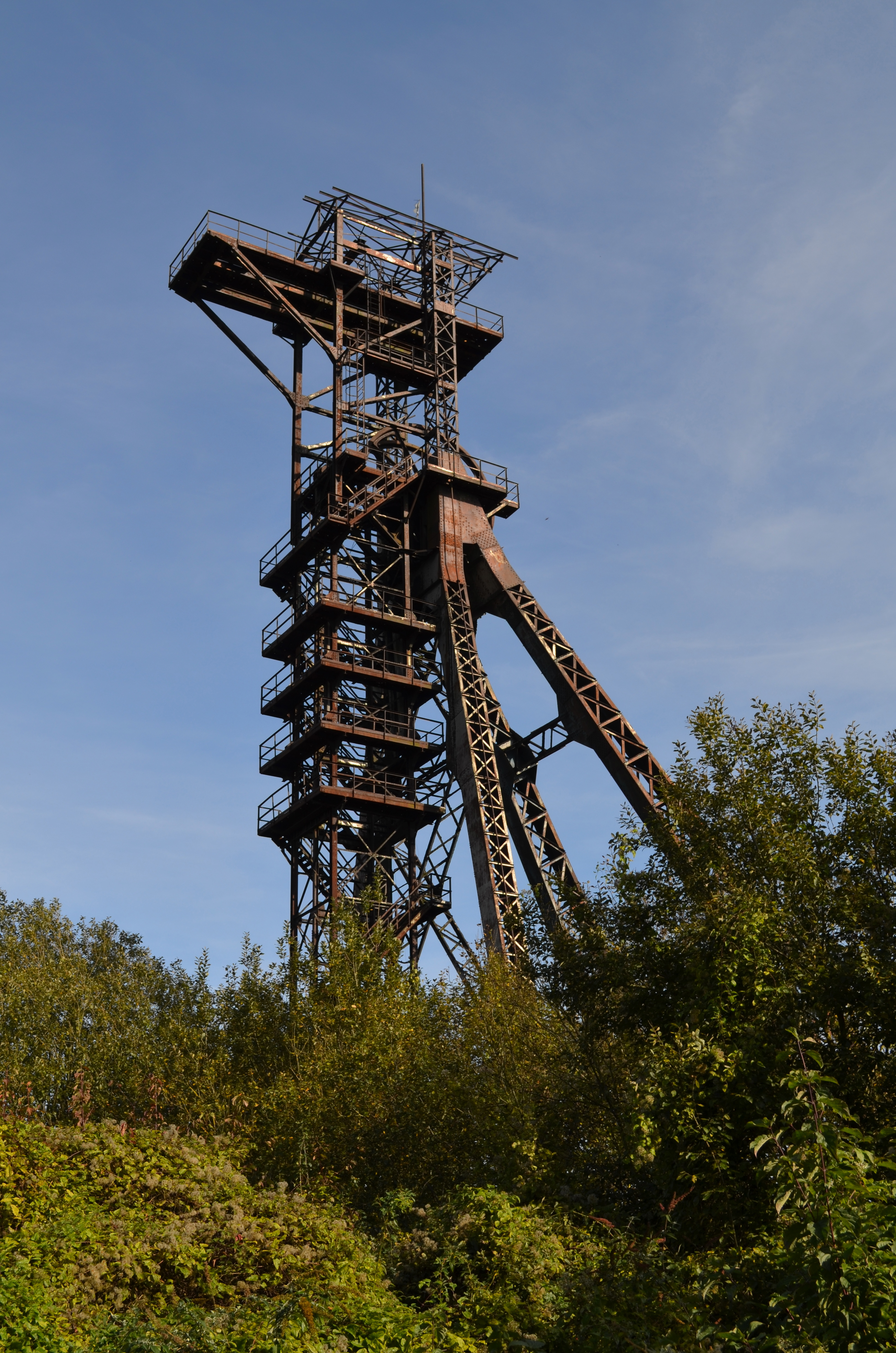
Chevalement du charbonnage dit du Pêchon.
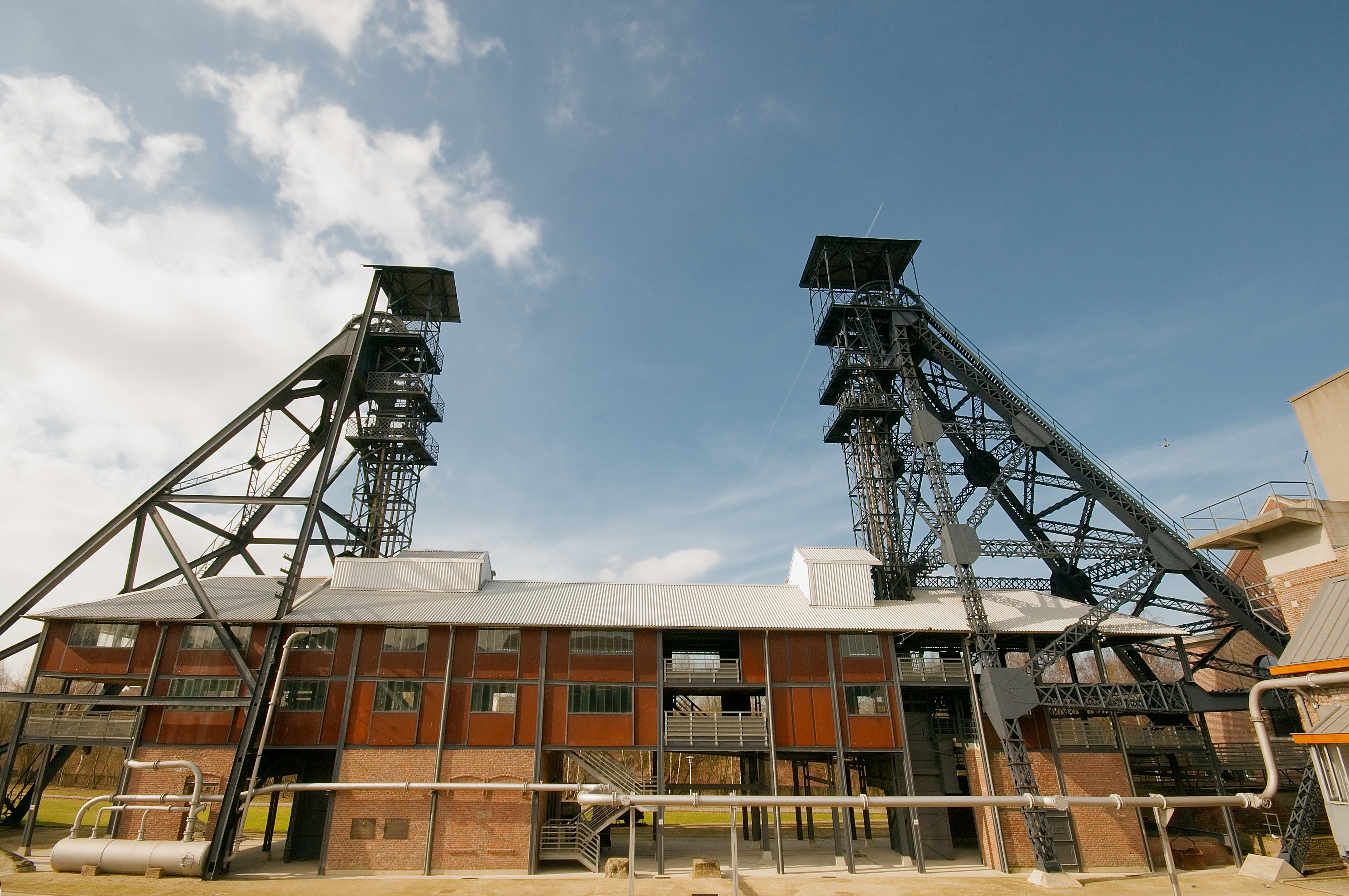
Bois du Cazier.

## La région deBasse-SambreNamur
| Nom du siège minier        | N° du puits   | Lieu du siège      | Commune            | Société(s) Anonyme(s) houillère(s)                               | Fin d'activité | Localisation de la fosse |
| -------------------------- | ------------- | ------------------ | ------------------ | ---------------------------------------------------------------- | -------------- | ------------------------ |
| Sainte-Barbe (Bois Planté) |               | Floriffoux         | Floreffe           | Charbonnages de Floreffe-Soye                                    | 1924           | 50,44692, 4,75483        |
| Saint-Albert               |               | Ham-sur-Sambre     | Jemeppe-sur-Sambre | Charbonnages de Ham-Sur-Sambre et Moustier                       | 1926           | 50,43611, 4,66788        |
| Sainte-Flore               |               | Ham-sur-Sambre     | Jemeppe-sur-Sambre | Charbonnages de Ham-Sur-Sambre et Moustier                       | 1937           | 50,430394, 4,6712762     |
| La Plante                  |               | Jambes             | Namur              | Charbonnage de la Plante                                         | 1939           |                          |
| Sainte-Barbe               |               | Jambes             | Namur              | Charbonnage de Namur                                             | 1878           |                          |
| Arsimont                   | Fosse 1       | Arsimont           | Sambreville        | S.A. des Charbonnages d'Arsimont                                 | 1921           | 50,42915, 4,65554        |
| La Pecherie                | Fosse 2       | Arsimont           | Sambreville        | S.A. des Charbonnages d'Arsimont                                 | 1919           | 50,43577, 4,651072       |
| Saint-Roch                 |               | Auvelais           | Sambreville        | Charbonnages d’Auvelais-Saint-Roch                               | 1961           | 50,445328, 4,616619      |
| Falisolle                  | Réunion 1 & 2 | Falisolle          | Sambreville        | SA des Charbonnages Réunis de Roton-Farciennes et Oignies-Aiseau | 1950           | 50,42815, 4,62276        |
| Sainte-Barbe               | 1             | Tamines            | Sambreville        | S.A. des Charbonnages de Tamines à Tamines                       | 1965           | 50,43875, 4,60453        |
| Sainte-Eugénie             |               | Tamines            | Sambreville        | S.A. des Charbonnages de Tamines à Tamines                       | 1961           | 50,4481, 4,5936          |
| Sainte-Elisabeth           |               | Velaine-sur-Sambre | Sambreville        | S.A. des Charbonnages Elisabeth                                  | 1911           | 50,4653, 4,6099          |

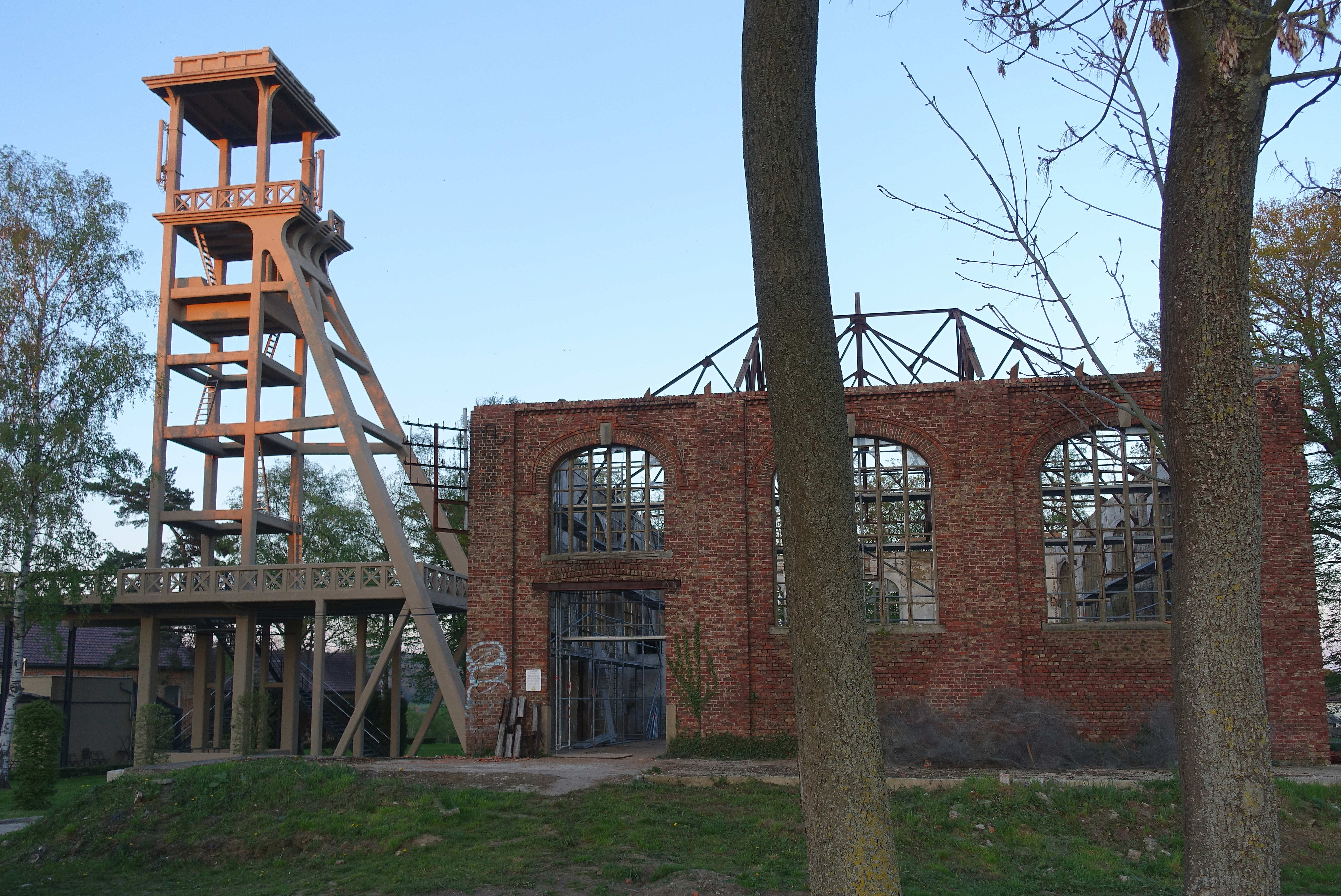
Charbonnage Sainte-Barbe Floriffoux
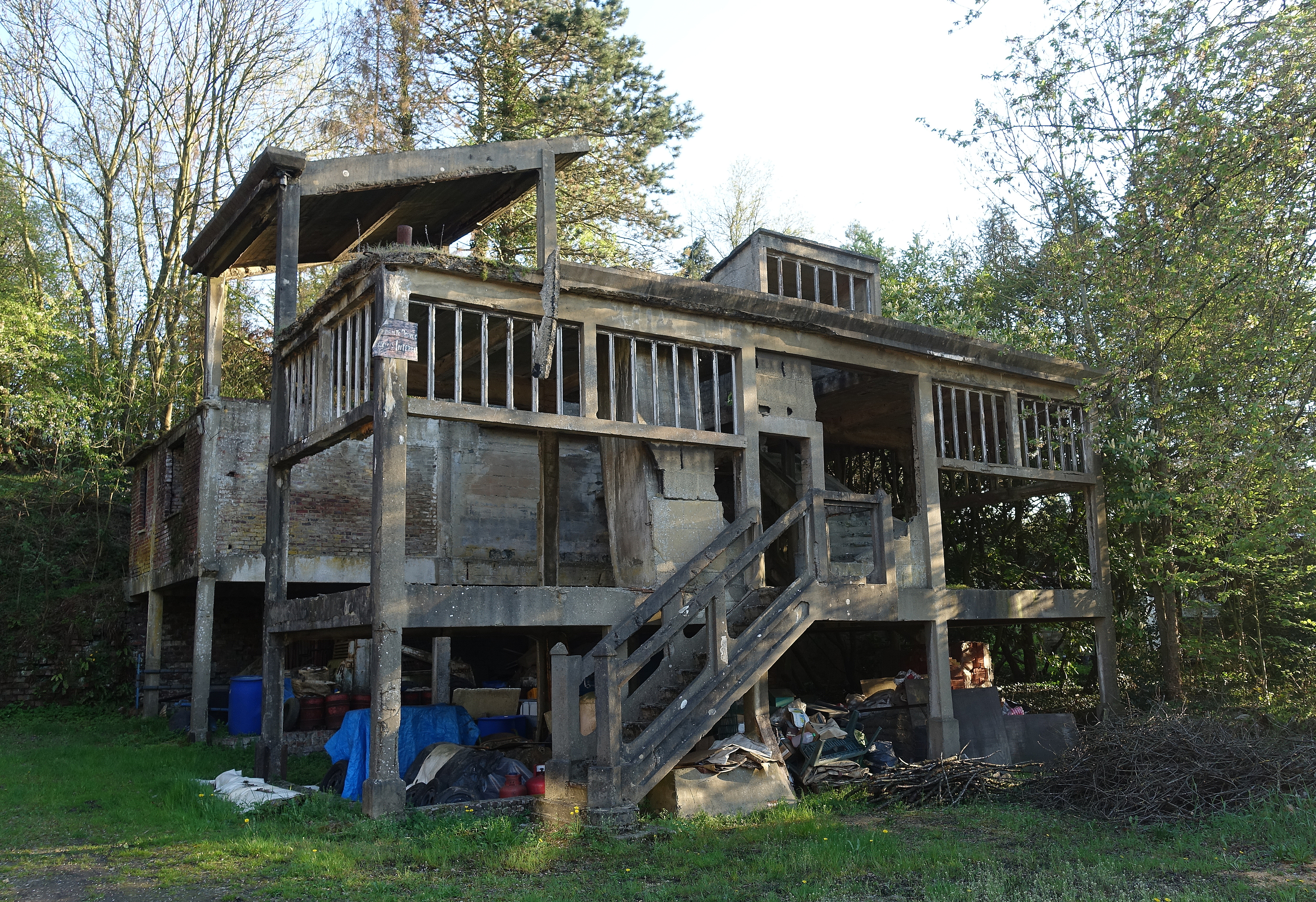
Charbonnages d'Arsimont Fosse 1
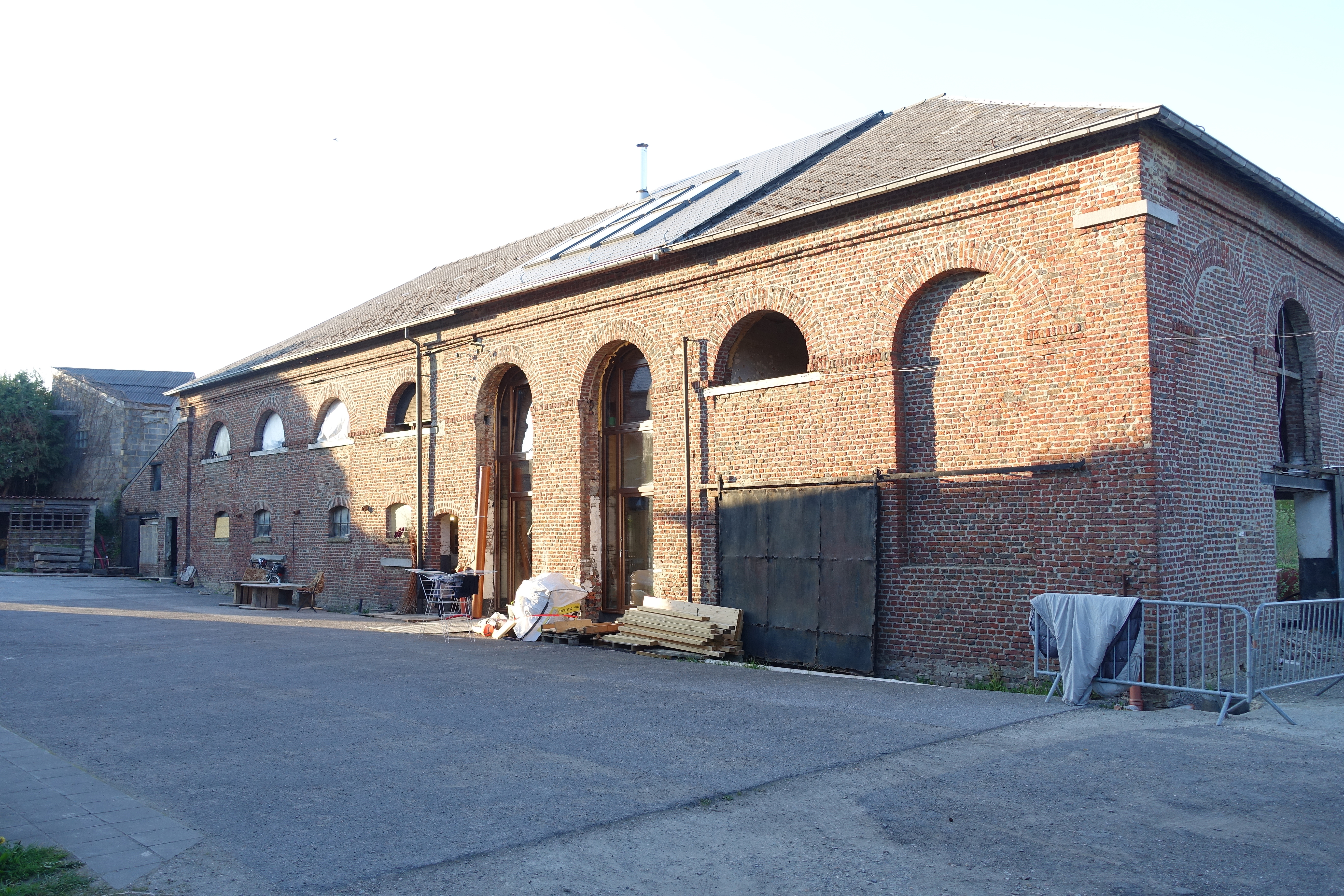
Charbonnage Saint-Albert Ham-sur-Sambre

## La région de Huy-Andenne
| Nom du siège minier                 | N° du puits | Lieu du siège                 | Société(s) Anonyme(s) houillère(s)                                                         | Fin d'activité | Localisation de la fosse    |
| ----------------------------------- | ----------- | ----------------------------- | ------------------------------------------------------------------------------------------ | -------------- | --------------------------- |
| Saint-Paul                          |             | Gives, Ben-Ahin               | Charbonnages de Gives et Ben réunis                                                        | 1952           | 50° 30′ 10″ N, 5° 09′ 19″ E |
| Galerie de Ben                      |             | Gives, Ben-Ahin               | Charbonnages de Gives et Ben réunis                                                        | 1944           |                             |
| Galerie de Java                     |             | Andenne                       | S.A. des Charbonnages réunis d’Andenne                                                     | 1947           | 50° 30′ 46″ N, 5° 08′ 47″ E |
| Charbonnage de Halbosart (Bellevue) |             | Villers-le-Bouillet           | Société anonyme des Charbonnages de Halbosart Société anonyme des Charbonnages de la Meuse | 1931           | 50° 33′ 47″ N, 5° 16′ 23″ E |
| Charbonnage de Kiviétrie            |             | Villers-le-Bouillet           | Société anonyme des Charbonnages de la Meuse                                               | 1864           | 50° 34′ 07″ N, 5° 15′ 48″ E |
| Charbonnage de la Paix-Dieu         |             | Villers-le-Bouillet           | Société anonyme des Charbonnages de la Meuse                                               |                | 50° 34′ 10″ N, 5° 17′ 43″ E |
| Charbonnage de Villers-le-Bouillet  |             | Cabendes, Villers-le-Bouillet | Société anonyme des Charbonnages de la Meuse                                               | 1930           | 50° 33′ 44″ N, 5° 17′ 06″ E |
| Groynne (Bure de Mirache)           |             | Groynne Andenne               | Charbonnage Groynne-Liègeois                                                               | 1960           | 50° 28′ 07″ N, 5° 04′ 59″ E |
| Puits Chaudin                       |             | Bonneville Andenne            | Charbonnages de Stud Rouvroy                                                               | 1970           |                             |
| Lamalle                             |             | Lamalle / Wanze               | S.A. des Charbonnages de l'Espérance et d'Envoz                                            | 1950           |                             |
| Galerie du Bois de Champia          |             |                               | S.A. des Charbonnages de l'Espérance et d'Envoz                                            | 1922           |                             |
| Moha                                |             |                               | Charbonnages de Moha                                                                       | 1964           |                             |
| Saint-Lambert                       |             |                               | Société anonyme des Charbonnages de la Meuse                                               | 1948           |                             |
| Couthuin                            |             |                               | S.A. des Charbonnages réunis d'Andenne                                                     | 1925 (1947)    |                             |

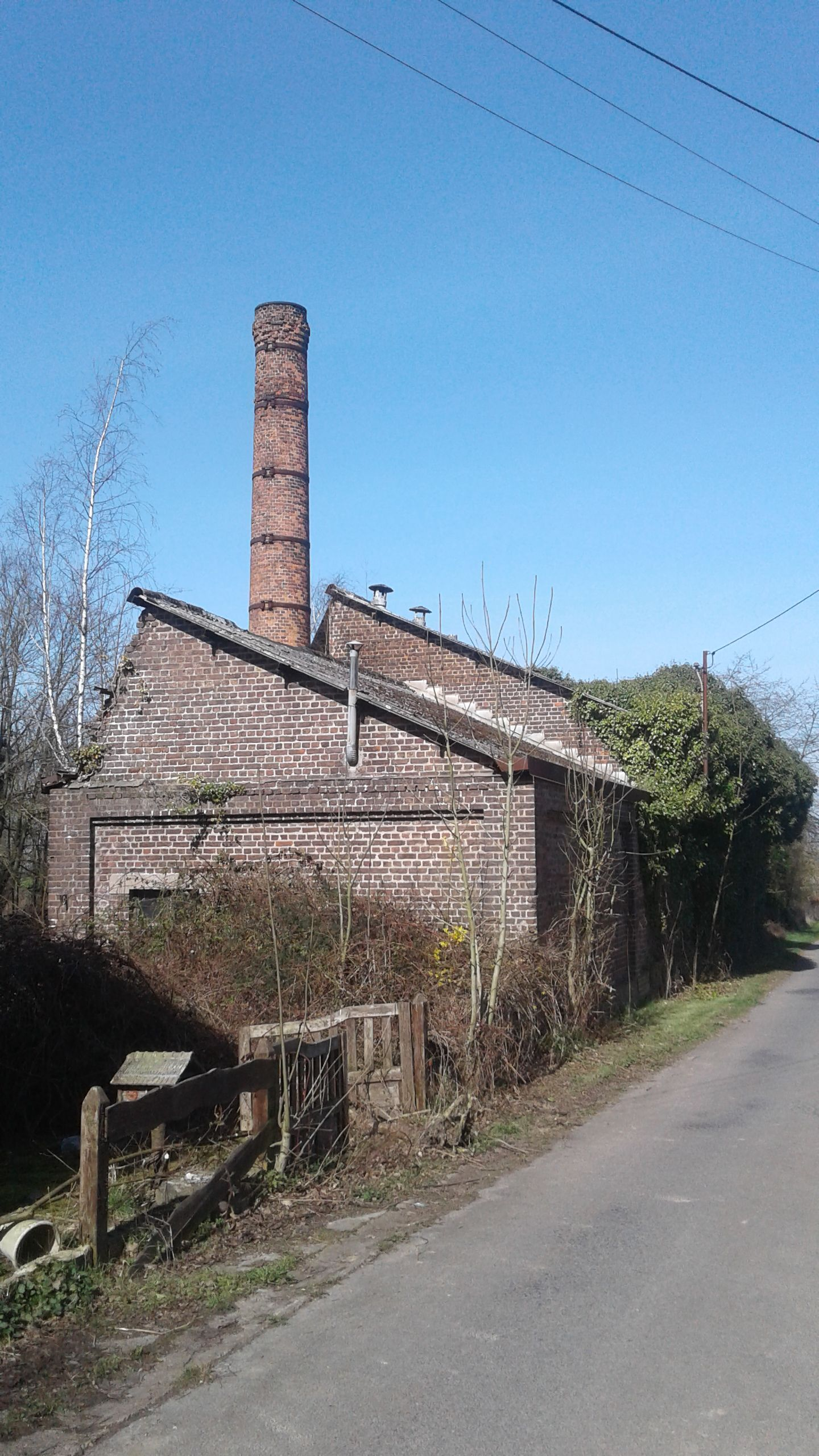
Charbonnage de Groynne (Andenne)
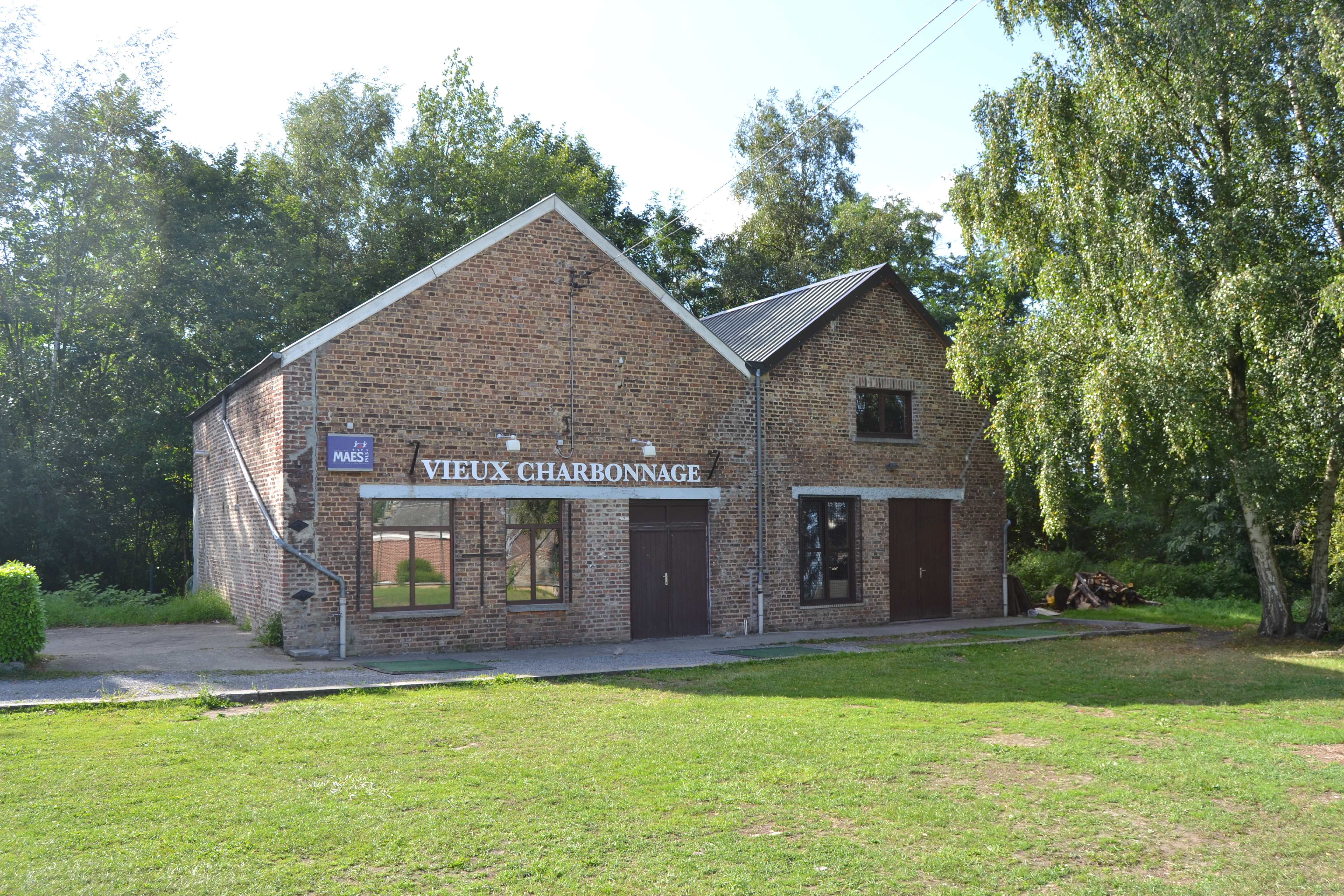
Anciens bâtiment du siège Saint-Paul du charbonnage de Gives

## La région de Liège
| Nom du siège minier                  | N° du puits | Lieu du siège           | Commune                 | Société(s) Anonyme(s) houillère(s)                               | Fin d'activité | Géolocalisation             |
| ------------------------------------ | ----------- | ----------------------- | ----------------------- | ---------------------------------------------------------------- | -------------- | --------------------------- |
| Abhooz                               |             | Herstal                 | Herstal                 | Charbonnage d'Abhooz et Bonne-Foi Hareng                         | 1951           | 50° 41′ 21″ N, 5° 38′ 56″ E |
| Aguesses                             |             | Angleur                 | Liège                   | Charbonnage d'Angleur                                            | 1911           | 50° 36′ 59″ N, 5° 35′ 13″ E |
| Artistes                             |             | Flémalle                | Flémalle                | Société anonyme des Charbonnages des Kessales                    | 1928           | 50° 36′ 46″ N, 5° 28′ 37″ E |
| Aumonier                             |             | Liège                   | Liège                   | Charbonnages de Bonne Espérance, Batterie, Bonne-Fin et Violette | 1956           | 50° 38′ 31″ N, 5° 33′ 09″ E |
| Bâneux                               |             | Liège                   | Liège                   | Charbonnages de Bonne-Fin et Bâneux                              | 1942           | 50° 39′ 12″ N, 5° 35′ 18″ E |
| Basse-Ransy                          |             | Vaux-sous-Chèvremont    | Chaudfontaine           | Charbonnage de la Basse-Ransy                                    | 1932           | 50° 36′ 37″ N, 5° 37′ 50″ E |
| Batterie                             |             | Liège                   | Liège                   | Charbonnages de Bonne Espérance, Batterie, Bonne-Fin et Violette | 1965           | 50° 39′ 38″ N, 5° 34′ 55″ E |
| Beaujonc                             |             | Ans                     | Ans                     | Charbonnages de Patience et Beaujonc                             | 1929           | 50° 38′ 58″ N, 5° 31′ 57″ E |
| Belle Vue                            |             | Herstal                 | Herstal                 | Charbonnages du Hasard                                           | 1968           | 50° 39′ 32″ N, 5° 37′ 12″ E |
| Belle-Vue                            |             | Saint-Laurent           | Liège                   | Société anonyme du Charbonnage de Belle-Vue                      | 1886           | 50° 38′ 36″ N, 5° 33′ 42″ E |
| Bois d'Avroy                         |             | Liège                   | Liège                   | Charbonnages du Bois d'Avroy                                     | 1939           | 50° 37′ 26″ N, 5° 33′ 10″ E |
| Bois de Breux                        |             | Grivegnée               | Liège                   | Est de Liège                                                     | 1908           | 50° 37′ 42″ N, 5° 37′ 11″ E |
| Bois Mayette                         |             | Saint-Nicolas           | Saint-Nicolas           | Charbonnage de la Haye                                           | 1819           | 50° 38′ 02″ N, 5° 32′ 35″ E |
| Bois des Moines (ou Horion)          |             | Horion                  | Grâce-Hollogne          | Charbonnages de l'Arbre Saint-Michel                             | 1935           | 50° 35′ 57″ N, 5° 25′ 33″ E |
| Bons Buveurs                         |             | Saint-Nicolas           | Saint-Nicolas           | Société des Bons Buveurs                                         | 1812           | 50° 38′ 20″ N, 5° 32′ 01″ E |
| Bon Buveur                           |             | Jemeppe-sur-Meuse       | Seraing                 | Charbonnages de Gosson-Kessales                                  | 1958           | 50° 36′ 52″ N, 5° 29′ 33″ E |
| Bonne-Espérance                      |             | Herstal                 | Herstal                 | Charbonnages de Bonne Espérance, Batterie, Bonne-Fin et Violette | 1956           | 50° 40′ 31″ N, 5° 38′ 27″ E |
| Bonne Fin                            |             | Rocourt                 | Liège                   | Charbonnages de Bonne Espérance, Batterie, Bonne-Fin et Violette | 1965           | 50° 39′ 56″ N, 5° 33′ 31″ E |
| Bonne Fortune                        |             | Montegnée               | Saint-Nicolas           | Charbonnages de l'Espérance et Bonne-Fortune                     | 1973           | 50° 39′ 01″ N, 5° 30′ 57″ E |
| Bonnier (ou Péry)                    |             | Grâce-Berleur           | Grâce-Hollogne          | Charbonnage du Bonnier                                           | 1967           | 50° 38′ 40″ N, 5° 30′ 00″ E |
| Boverie                              |             | Seraing                 | Seraing                 | Ougrée-Marihaye                                                  | 1954           | 50° 35′ 42″ N, 5° 30′ 04″ E |
| Braconier (ou Bonnet)                |             | Saint-Nicolas           | Saint-Nicolas           | Charbonnage du Horloz                                            | 1934           | 50° 37′ 53″ N, 5° 31′ 26″ E |
| Bure aux Femmes                      |             | Glain                   | Liège                   | Charbonnages de Patience et Beaujonc                             | 1969           | 50° 38′ 48″ N, 5° 32′ 02″ E |
| Caroline                             |             | Seraing                 | Seraing                 | John Cockerill                                                   | 1940           | 50° 36′ 59″ N, 5° 35′ 13″ E |
| Champay                              |             | Saint-Nicolas           | Saint-Nicolas           | Charbonnages de la Haye                                          | 1839           | 50° 37′ 52″ N, 5° 32′ 34″ E |
| Champs d'Oiseaux                     |             | Mons-lez-Liège          | Flémalle                | Charbonnages de Gosson-Kessales                                  | 1943           | 50° 37′ 18″ N, 5° 28′ 10″ E |
| Chiens                               |             | Saint-Nicolas           | Saint-Nicolas           | Société des Bons Buveurs                                         | 1812 \|        | 50° 38′ 20″ N, 5° 32′ 01″ E |
| Colard (grand)                       |             | Seraing                 | Seraing                 | John Cockerill                                                   | 1976           | 50° 36′ 26″ N, 5° 30′ 54″ E |
| Corbeau                              |             | Grâce-Berleur           | Grâce-Hollogne          | Charbonnage de Gosson-Kessales                                   | 1933           | 50° 37′ 47″ N, 5° 30′ 05″ E |
| Cowa                                 |             | Awirs                   | Flémalle                | Charbonnages de l'Arbre Saint-Michel                             | 1948           | 50° 36′ 27″ N, 5° 25′ 00″ E |
| Dos                                  |             | Engis / Saint-Georges   | Engis / Saint-Georges   | Charbonnages de l'Arbre Saint-Michel                             |                | 50° 35′ 08″ N, 5° 23′ 18″ E |
| Espérance                            |             | Saint-Nicolas           | Saint-Nicolas           | Charbonnages de l'Espérance et Bonne-Fortune                     | 1973           | 50° 38′ 36″ N, 5° 31′ 52″ E |
| Fanny                                |             | Ans                     | Ans                     | Charbonnages de Patience et Beaujonc                             | 1942           | 50° 39′ 15″ N, 5° 31′ 43″ E |
| Fanny                                |             | Seraing                 | Seraing                 | Ougrée-Marihaye                                                  | 1933           | 50° 36′ 22″ N, 5° 30′ 06″ E |
| Fond Piquette                        |             | Vaux-sous-Chèvremont    | Chaudfontaine           | Charbonnage de la Basse-Ransy                                    |                | 50° 36′ 17″ N, 5° 38′ 05″ E |
| Gérard Cloes (ou Grande Bacnure)     |             | Liège                   | Liège                   | Charbonnages de la Grande Bacnure                                | 1960           | 50° 39′ 41″ N, 5° 36′ 27″ E |
| Gosson-Lagasse                       | 1           | Montegnée               | Saint-Nicolas           | Charbonnages de Gosson, La Haye et Horloz réunis                 | 1959           | 50° 37′ 54″ N, 5° 31′ 00″ E |
| Gosson-Lagasse                       | 2           | Montegnée               | Saint-Nicolas           | Charbonnages de Gosson, La Haye et Horloz réunis                 | 1966           | 50° 37′ 43″ N, 5° 30′ 41″ E |
| Grand Bac                            |             | Tilleur                 | Saint-Nicolas           | Charbonnage du Bois d'Avroy                                      | 1949           | 50° 36′ 44″ N, 5° 32′ 00″ E |
| Grands Makets                        | 5           | Jemeppe-sur-Meuse       | Seraing                 | Charbonnage de Gosson-Kessales                                   | 1958           | 50° 37′ 24″ N, 5° 29′ 08″ E |
| Grosses Houilles                     |             | Saint-Gilles            | Liège                   |                                                                  | 1801           | 50° 37′ 56″ N, 5° 32′ 43″ E |
| Halette                              |             | Mons-lez-Liège          | Flémalle                | Charbonnages de l'Arbre Saint-Michel                             | 1949           | 50° 37′ 27″ N, 5° 27′ 04″ E |
| Hareng                               |             | Haren/Hareng            | Herstal                 | Charbonnage d'Abhooz et Bonne-Foi Hareng                         | 1926           | 50° 40′ 40″ N, 5° 35′ 47″ E |
| Hasard                               |             | Cheratte                | Visé                    | Charbonnage du Hasard de Cheratte                                | 1977           | 50° 40′ 51″ N, 5° 40′ 11″ E |
| Héna                                 |             | Awirs                   | Flémalle                | Charbonnages de l'Arbre Saint-Michel                             | 1924           | 50° 35′ 40″ N, 5° 23′ 34″ E |
| Horloz                               |             | Tilleur                 | Saint-Nicolas           | Charbonnages du Horloz                                           | 1933           | 50° 37′ 09″ N, 5° 31′ 36″ E |
| Kessales/Kessels                     |             | Jemeppe-sur-Meuse       | Seraing                 | Charbonnages de Gosson, La Haye et Horloz réunis                 | 1958           | 50° 36′ 50″ N, 5° 29′ 53″ E |
| Laveu                                |             | Laveu                   | Liège                   | Charbonnage de La Haye                                           | 1934           | 50° 37′ 58″ N, 5° 33′ 33″ E |
| Levant (ou des Français)             |             | Ans                     | Ans                     | Charbonnages d'Ans et de Rocour                                  | 1966           | 50° 40′ 04″ N, 5° 32′ 25″ E |
| Mallieue (Galerie de la Mallieue)    |             | Engis / Saint-Georges   | Engis / Saint-Georges   | Charbonnages de l'Arbre Saint-Michel                             | 1912           | 50° 34′ 35″ N, 5° 22′ 29″ E |
| Many                                 |             | Seraing                 | Seraing                 | Ougrée-Marihaye                                                  | 1953           | 50° 35′ 50″ N, 5° 29′ 04″ E |
| Marie                                |             | Seraing                 | Seraing                 | John Cockerill                                                   | 1940           | 50° 36′ 54″ N, 5° 30′ 58″ E |
| Milmort                              |             | Milmort                 | Herstal                 | Charbonnage d'Abhooz et Bonne-Foi Hareng                         | 1963           | 50° 41′ 11″ N, 5° 36′ 08″ E |
| Noiset (ou Tincelle)                 |             | Saint-Georges-sur-Meuse | Saint-Georges-sur-Meuse | Charbonnages de l'Arbre Saint-Michel                             | 1925           | 50° 35′ 17″ N, 5° 22′ 54″ E |
| Ougrée                               | 1           | Ougrée                  | Seraing                 | Ougrée-Marihaye                                                  | 1954           | 50° 36′ 16″ N, 5° 32′ 55″ E |
| Perron                               |             | Liège                   | Liège                   | Charbonnages du Bois d'Avroy                                     | 1949           | 50° 36′ 38″ N, 5° 32′ 50″ E |
| Pery                                 |             | Saint-Nicolas           | Saint-Nicolas           |                                                                  |                | 50° 37′ 38″ N, 5° 32′ 23″ E |
| Petite Bacnure                       |             | Herstal                 | Herstal                 | Charbonnages de la Grande Bacnure                                | 1971           | 50° 40′ 09″ N, 5° 36′ 33″ E |
| Pieter                               |             | Oupeye                  | Oupeye                  | S.A. des charbonnages d'Oupeye                                   | 1917           | 50° 42′ 37″ N, 5° 39′ 14″ E |
| Piron                                |             | Saint-Nicolas           | Saint-Nicolas           | Charbonnage de La Haye                                           | 1930           | 50° 37′ 33″ N, 5° 32′ 35″ E |
| Plomterie                            |             | Sainte-Walburge)        | Liège                   | Charbonnages de Bonne-Fin et Bâneux                              | 1875           | 50° 39′ 14″ N, 5° 34′ 21″ E |
| Rocourt                              |             | Rocourt                 | Liège                   | Charbonnages d'Ans et de Rocour                                  | 1912           | 50° 36′ 54″ N, 5° 30′ 58″ E |
| Saint-Antoine                        |             | Seraing                 | Seraing                 | Ougrée-Marihaye                                                  |                | 50° 36′ 30″ N, 5° 31′ 49″ E |
| Sainte-Barbe                         |             | Ans                     | Ans                     | Charbonnage de Bonne-Espérance, Batterie, Bonne-Fin et Violette  | 1934           | 50° 39′ 43″ N, 5° 33′ 27″ E |
| Saint-Gilles/La Haye                 |             | Le Laveu                | Liège                   | Charbonnage de la Haye                                           | 1934           | 50° 38′ 02″ N, 5° 33′ 10″ E |
| Sainte-Margueritte                   |             | Liège                   | Liège                   | Charbonnages de Bonne Espérance, Batterie, Bonne-Fin et Violette | 1964           | 50° 38′ 50″ N, 5° 33′ 33″ E |
| Saint-Nicolas (ou « Beur al djote ») |             | Saint-Nicolas           | Saint-Nicolas           | Charbonnages de l'Espérance et Bonne-Fortune                     | 1974           | 50° 38′ 31″ N, 5° 32′ 18″ E |
| Six Bonniers (ou Nouveau siège)      |             | Seraing                 | Seraing                 | Ougrée-Marihaye                                                  | 1948           | 50° 36′ 12″ N, 5° 31′ 27″ E |
| Trois sœurs                          |             | Bressoux                | Liège                   | Charbonnage de la Chartreuse                                     |                | 50° 38′ 38″ N, 5° 35′ 46″ E |
| Val Benoit                           |             | Liège                   | Liège                   | Charbonnages du Bois d'Avroy                                     | 1959           | 50° 36′ 48″ N, 5° 34′ 15″ E |
| Vieille Marihaye                     |             | Seraing                 | Seraing                 | Ougrée-Marihaye                                                  | 1954           | 50° 36′ 14″ N, 5° 29′ 42″ E |
| Violette                             |             | Jupille                 | Liège                   | Charbonnages de Bonne Espérance, Batterie et Violette            | 1943           | 50° 38′ 57″ N, 5° 38′ 14″ E |
| Wandre (ou Nouveau siège)            |             | Wandre                  | Liège                   | Charbonnages de Bonne Espérance, Batterie et Violette            | 1960           | 50° 40′ 02″ N, 5° 39′ 04″ E |
| Xhorré (ou Hore)                     |             | Flémalle                | Flémalle                | Charbonnage de Gosson-Kessales                                   | 1954           | 50° 36′ 16″ N, 5° 28′ 33″ E |
| Yvoz                                 |             | Ivoz-Ramet              | Flémalle                | Ougrée-Marihaye                                                  | 1890           | 50° 35′ 24″ N, 5° 28′ 31″ E |
| Yvoz-Flémalle                        |             | Flémalle                | Flémalle                | Ougrée-Marihaye                                                  | 1954           | 50° 35′ 53″ N, 5° 28′ 18″ E |

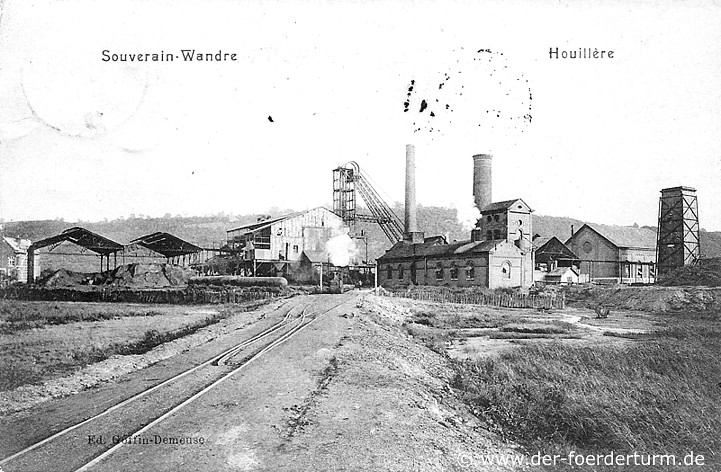
Le charbonnage de Wandre
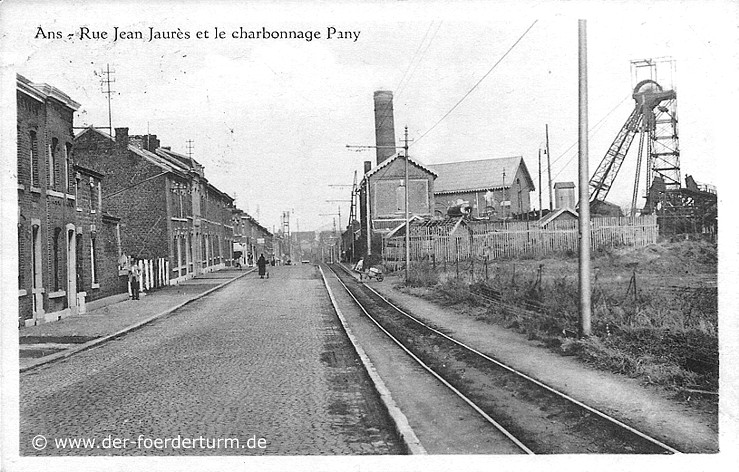
Le charbonnage Fanny à Ans
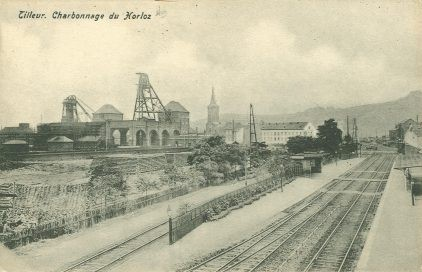
Le charbonnage du Horloz à Tilleur
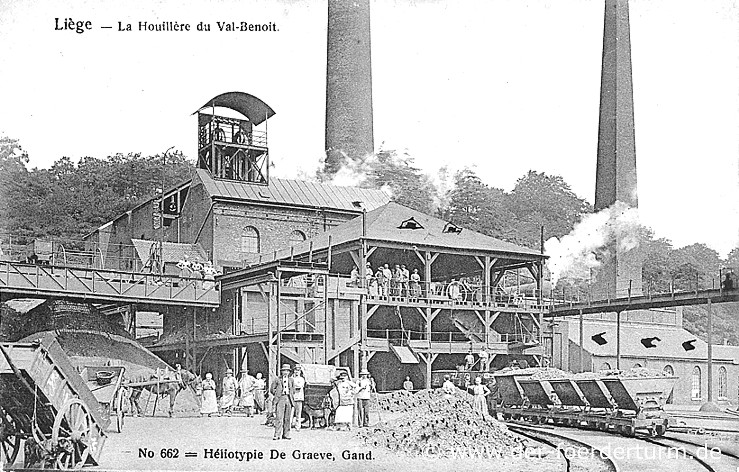
Le charbonnage du Val-Benoit à Sclessin
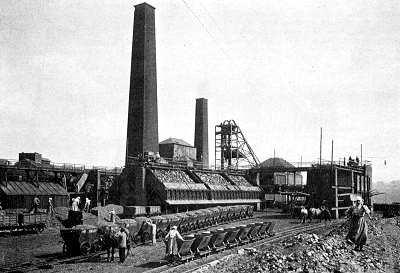
Le charbonnage du Bonnet à Saint-Nicolas
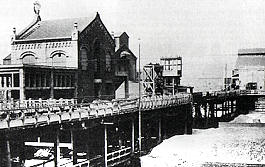
Le charbonnage Piron à Saint-Nicolas

## Pays de Herve
| Nom du siège minier                 | N° du puits             | Lieu du siège | Commune            | Société(s) Anonyme(s) houillère(s)                    | Fin d'activité | Localisation de la fosse,   |
| ----------------------------------- | ----------------------- | ------------- | ------------------ | ----------------------------------------------------- | -------------- | --------------------------- |
| Bas Bois                            |                         | Soumagne      | Soumagne           | Charbonnages de Maireux et Bas-Bois                   | 1970           | 50° 37′ 10″ N, 5° 44′ 17″ E |
| Battice                             |                         | Battice       | Herve              | Société anonyme des Charbonnages réunis de la Minerie | 1960           | 50° 38′ 56″ N, 5° 48′ 32″ E |
| Bellaire                            |                         | Bellaire      | Beyne-Heusay       | Charbonnages des Quatre-Jean                          |                | 50° 38′ 32″ N, 5° 40′ 02″ E |
| Blegny-Trembleur                    | 1                       | Trembleur     | Blegny             | Charbonnages d'Argenteau-Trembleur                    | 1980           | 50° 41′ 12″ N, 5° 43′ 26″ E |
| Charles                             |                         | Battice       | Herve              | Société anonyme des Charbonnages de Herve-Wergifosse  |                | 50° 37′ 48″ N, 5° 47′ 13″ E |
| Dellicour                           |                         | La Minerie    | Thimister-Clermont | Société anonyme des Charbonnages réunis de la Minerie | (1899)         | 50° 39′ 58″ N, 5° 50′ 16″ E |
| Fléron (ou Charles)                 | St.-Charles & Ste.-Anne | Fléron        | Fléron             | SA Charbonnages du Hasard                             | 1963           | 50° 37′ 13″ N, 5° 41′ 27″ E |
| Fond-Piquette (ou Soxhulse ou Vaux) |                         | Romsée        | Fléron             | Charbonnages de Wérister                              | 1951           | 50° 36′ 25″ N, 5° 40′ 21″ E |
| Grand'Fontaine                      |                         |               | Beyne-Heusay       | Charbonnages de Wérister                              |                | 50° 37′ 04″ N, 5° 40′ 02″ E |
| Gueldre                             |                         |               | Beyne-Heusay       | Charbonnages de Wérister                              | 1910           | 50° 37′ 16″ N, 5° 39′ 27″ E |
| Guillaume                           |                         | Micheroux     | Soumagne           | Charbonnages de Maireux et Bas-Bois                   | 1913           | 50° 37′ 54″ N, 5° 44′ 16″ E |
| Herve                               | 1                       | Herve         | Herve              | Société anonyme des Charbonnages de Herve-Wergifosse  |                | 50° 38′ 06″ N, 5° 47′ 08″ E |
| Homvent                             |                         |               | Beyne-Heusay       | Charbonnages de Wérister                              | 1951           | 50° 37′ 32″ N, 5° 38′ 48″ E |
| José (ou Halles) Xhawirs            |                         | José          | Herve              | Société anonyme des Charbonnages de Herve-Wergifosse  | 1969           | 50° 37′ 53″ N, 5° 45′ 51″ E |
| Lonette                             |                         | Retinne       | Fléron             | Société anonyme du Charbonnage de Lonette             | 1933           | 50° 37′ 52″ N, 5° 41′ 09″ E |
| Maireux                             |                         | Soumagne      | Soumagne           | Charbonnages de Maireux et Bas-Bois                   | 1931           | 50° 37′ 16″ N, 5° 44′ 56″ E |
| Marie l'Espérance                   |                         | Trembleur     | Blegny             | Charbonnages d'Argenteau-Trembleur                    | 1923           | 50° 41′ 12″ N, 5° 43′ 09″ E |
| Mairie (Quatre-Jean)                | 1,2                     | Queue-du-Bois | Beyne-Heusay       | Société anonyme des Charbonnages des Quatre-Jean      | 1959           | 50° 38′ 16″ N, 5° 40′ 35″ E |
| Micheroux (ou Grande Bure)          |                         | Micheroux     | Soumagne           | Société anonyme des Charbonnages du Hasard            | 1974           | 50° 37′ 30″ N, 5° 42′ 40″ E |
| des Moulins                         |                         |               | Beyne-Heusay       |                                                       |                | 50° 37′ 40″ N, 5° 40′ 09″ E |
| Onhons (ou Saint-Léonard)           |                         | Fléron        | Fléron             | Charbonnages de Wérister                              | 1913           | 50° 36′ 49″ N, 5° 40′ 38″ E |
| Saint-Hadelin                       | 1, 2, 3                 | Soumagne      | Soumagne           |                                                       | 1908           | 50° 36′ 18″ N, 5° 44′ 50″ E |
| Sonkeu                              |                         | Soumagne      | Soumagne           | Société anonyme des Charbonnages de Herve-Wergifosse  |                | 50° 38′ 27″ N, 5° 45′ 47″ E |
| Théodore (ou Bois de Micheroux)     |                         | Soumagne      | Soumagne           | Société anonyme du Charbonnage de Bois de Micheroux   | 1958           | 50° 37′ 44″ N, 5° 43′ 45″ E |
| Wérister                            |                         | Romsée        | Fléron             | Charbonnages de Wérister                              | 1968           | 50° 36′ 56″ N, 5° 39′ 43″ E |
| Xhawirs                             |                         | Xhendelesse   | Herve              | Société anonyme des Charbonnages de Herve-Wergifosse  |                | 50° 37′ 33″ N, 5° 45′ 42″ E |
| Xhawirs                             | Puits Dubois            | Xhendelesse   | Herve              | Société anonyme des Charbonnages de Herve-Wergifosse  |                | 50° 37′ 31″ N, 5° 46′ 01″ E |

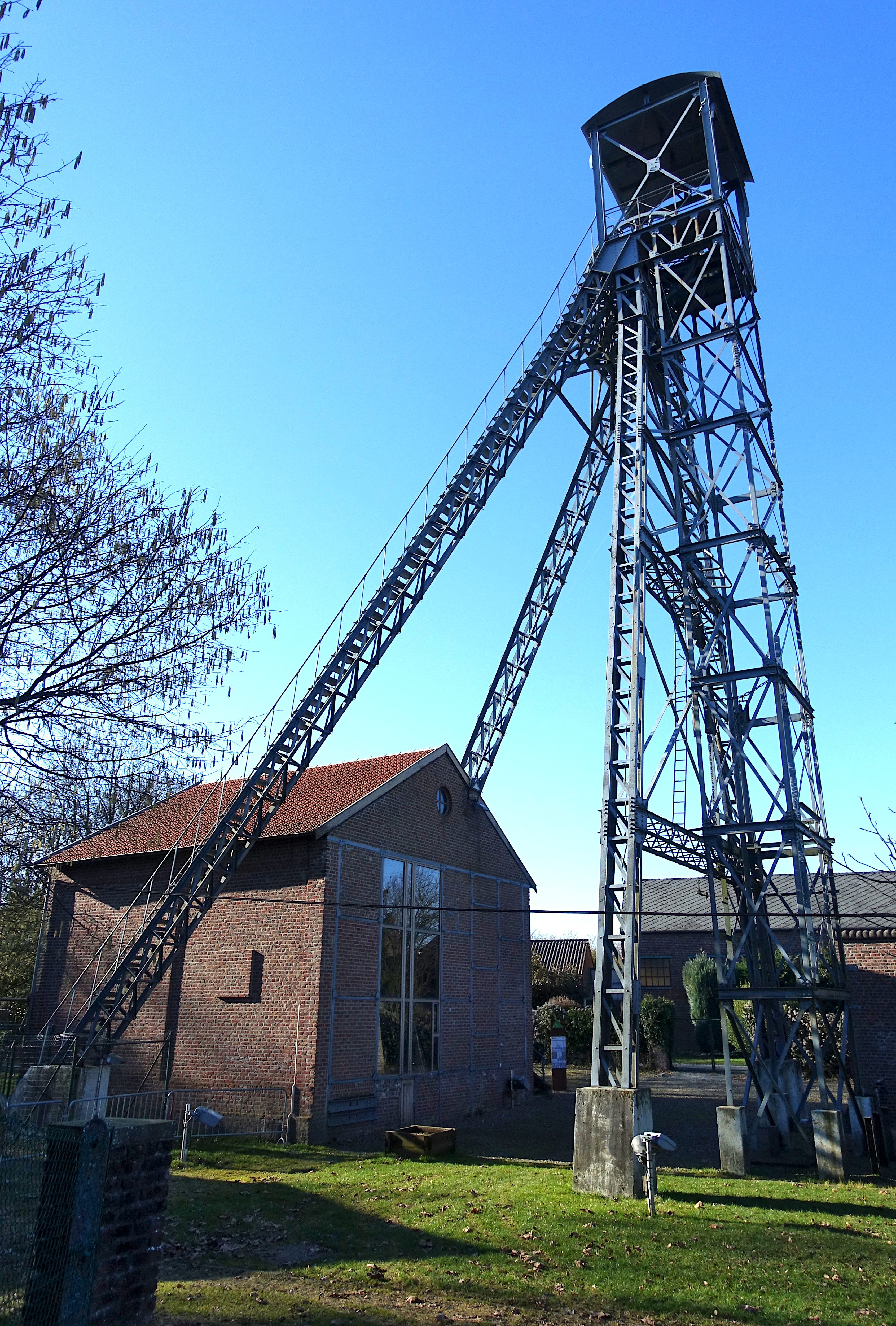
Bas-Bois
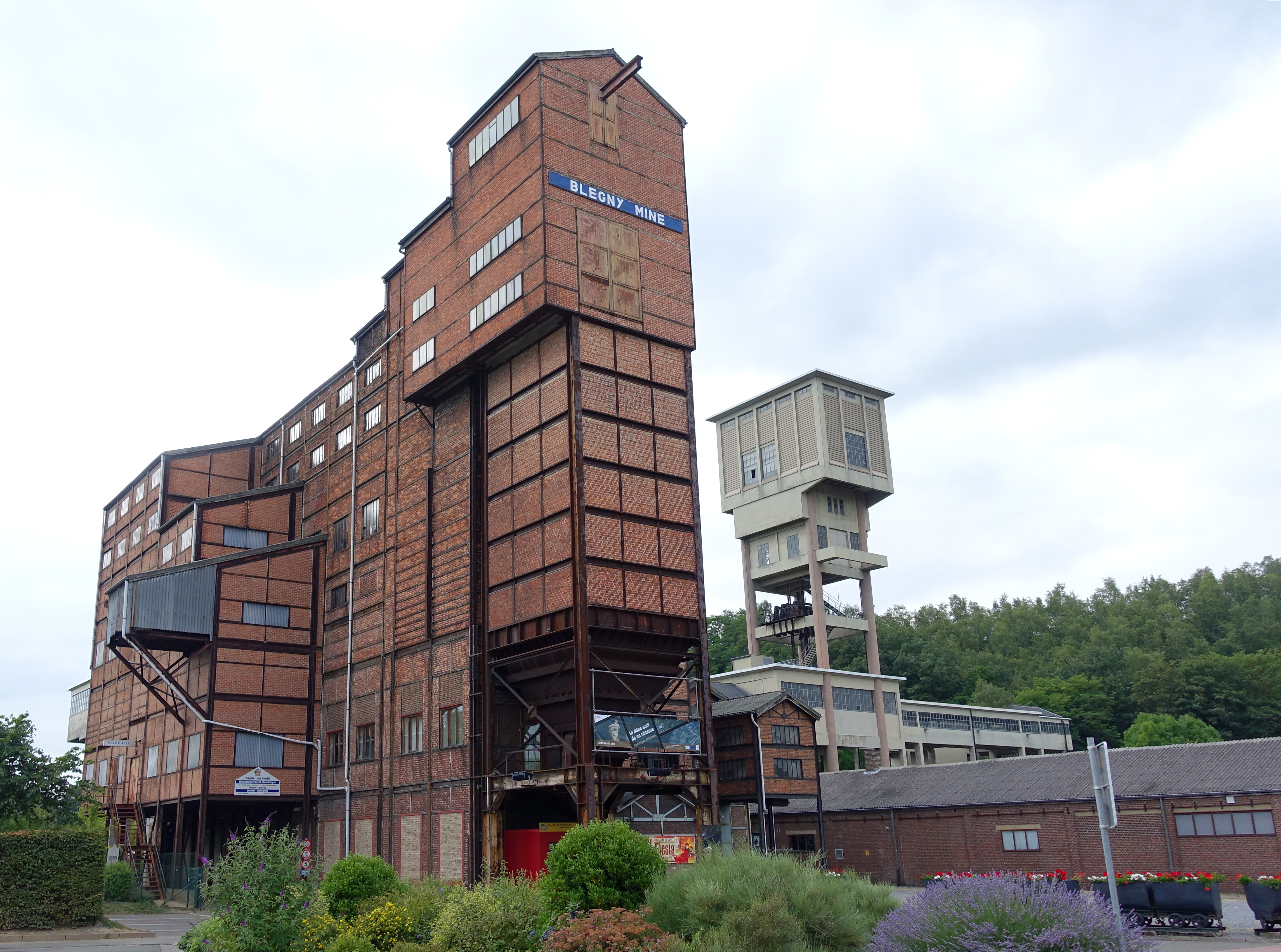
Blegny Mine Puits 1
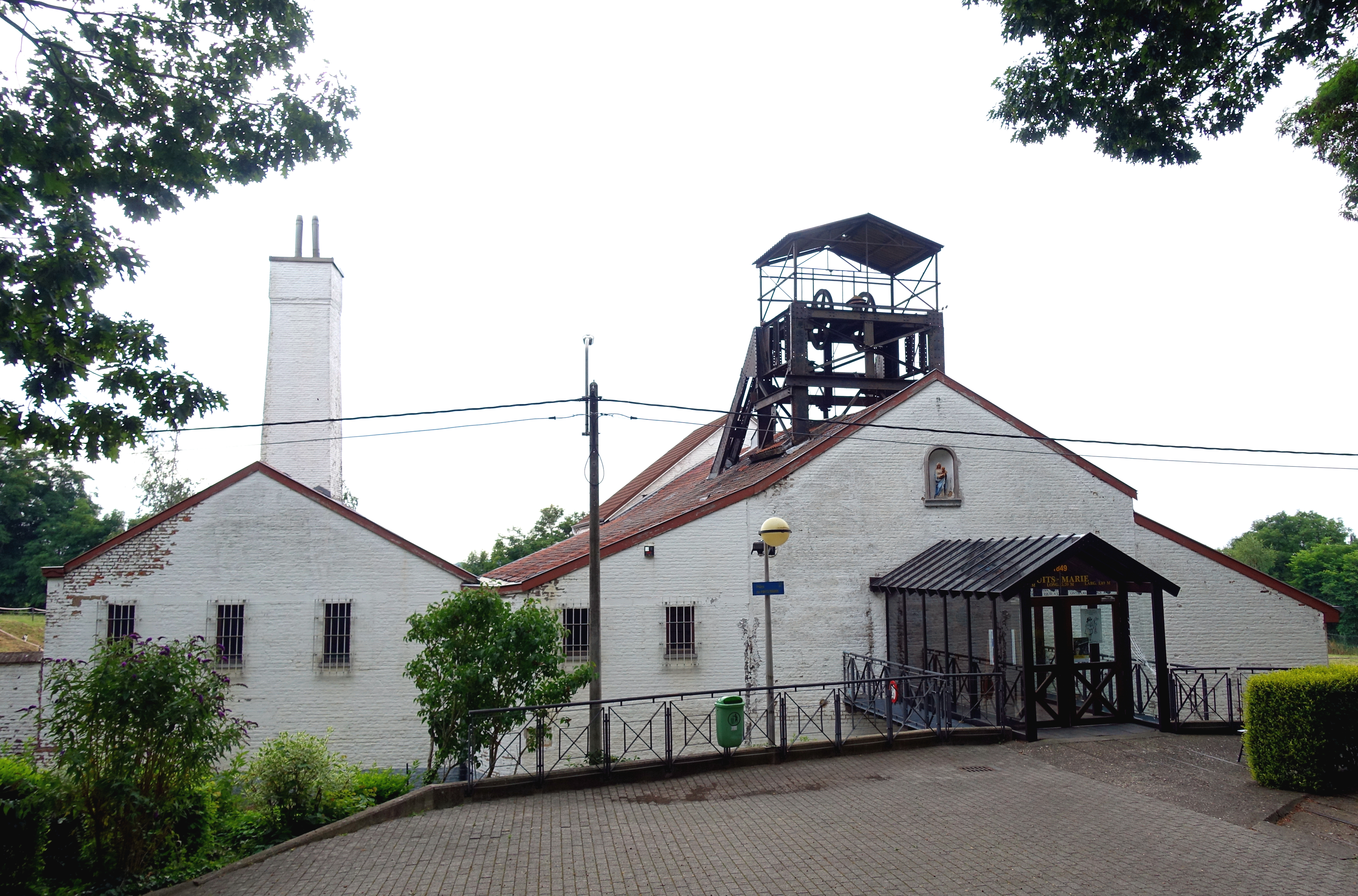
Puits Marie (l'Espérance) Blegny
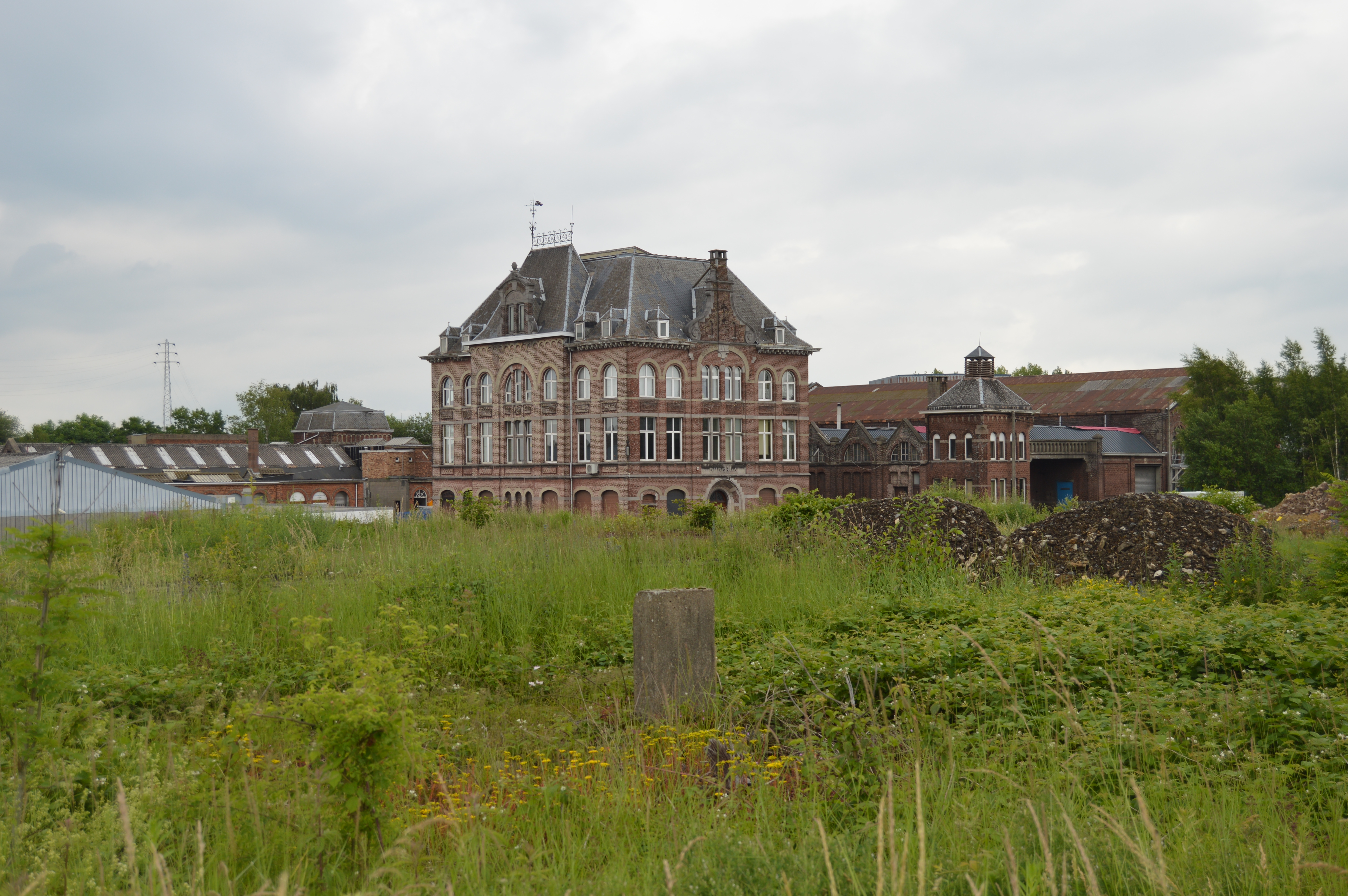
Puits 3 de Werister
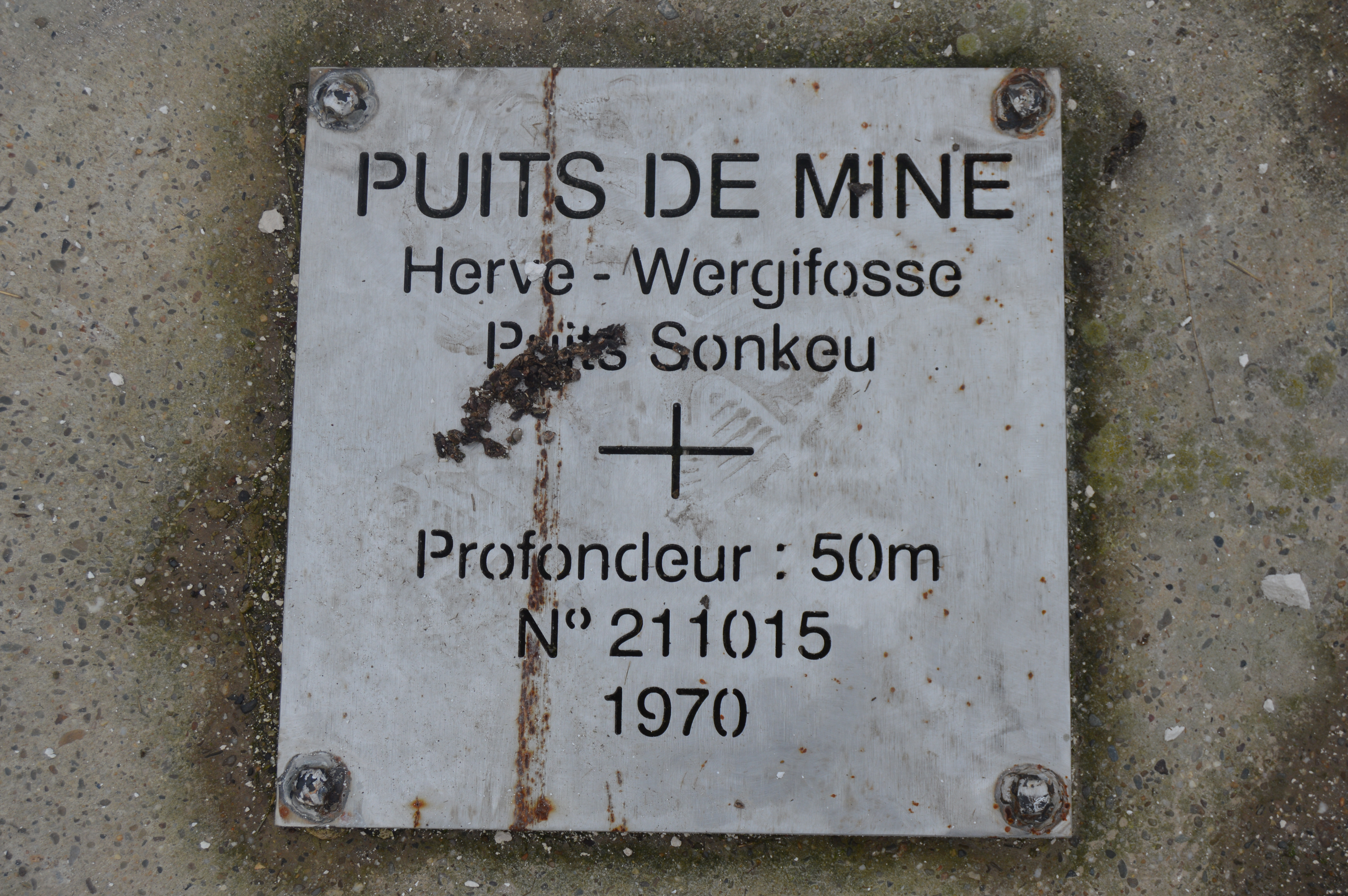
Puits de Mine Sonkeu
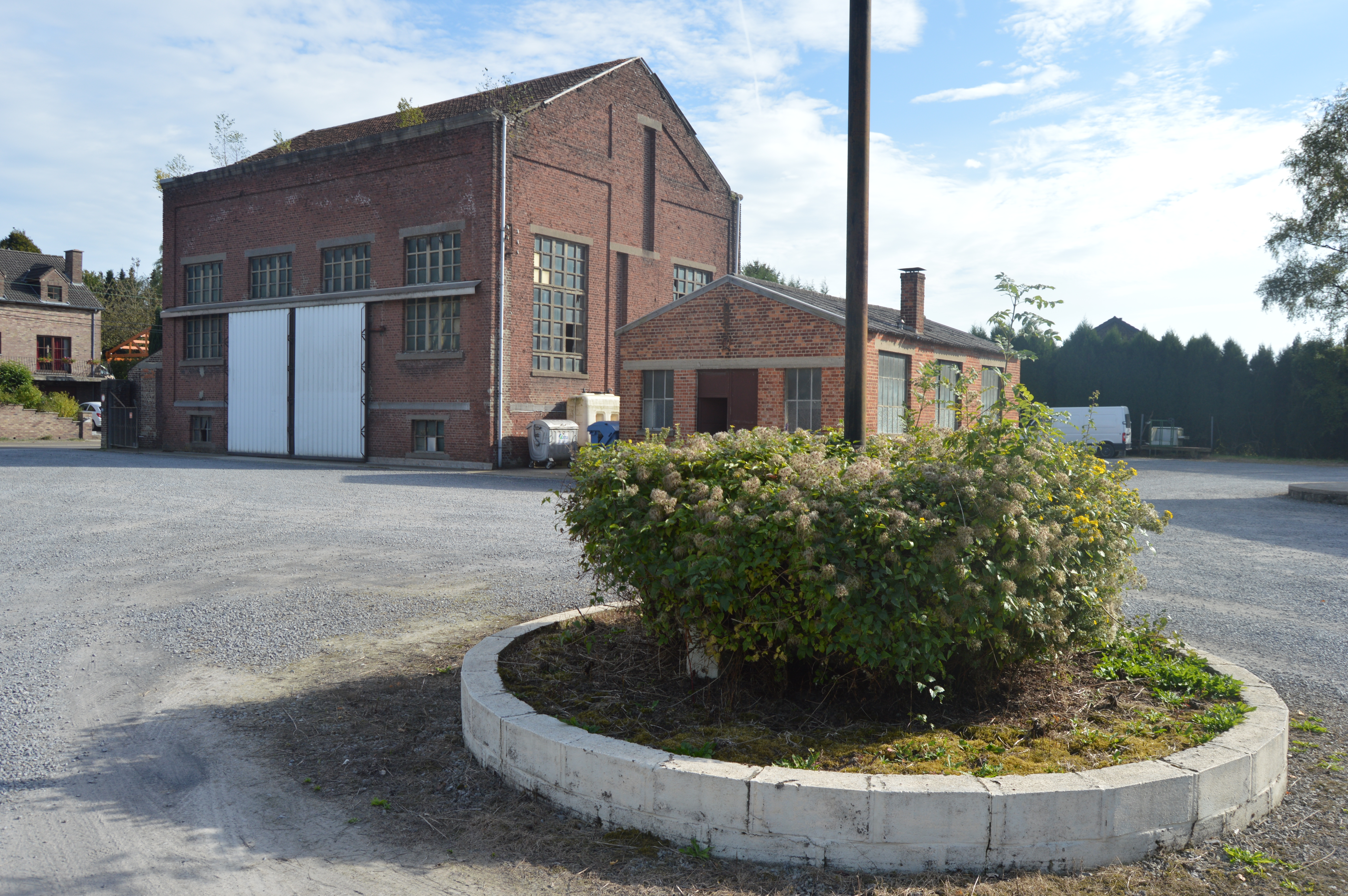
Charbonnage de Soxhluse

## La Campine
| Lieu       | Société(s) Anonyme(s) houillère(s)                            | Période d’activité |
| ---------- | ------------------------------------------------------------- | ------------------ |
| Beringen   | Charbonnages de Beringen                                      | 1922-1989          |
| Eisden     | Charbonnage Limbourg-Meuse                                    | 1923-1987          |
| Houthalen  | Charbonnages d’Houthalen                                      | 1938-1992          |
| Waterschei | Charbonnages André Dumont sous Asch                           | 1924-1987          |
| Winterslag | Charbonnages de Winterslag                                    | 1917-1988          |
| Zolder     | Charbonnages d’Helchteren et Zolder, Charbonnages d’Houthalen | 1930-1992          |
| Zwartberg  | Charbonnages des Liégeois en Campine                          | 1925-1966          |

Remarque : à l’exception des charbonnages de Houthalen et Zwartberg, tous les charbonnages sont fusionnés dans les années 1960, et ils ont ainsi formé la Société Anonyme Kempense Steenkoolmijnen.